# 대폭발

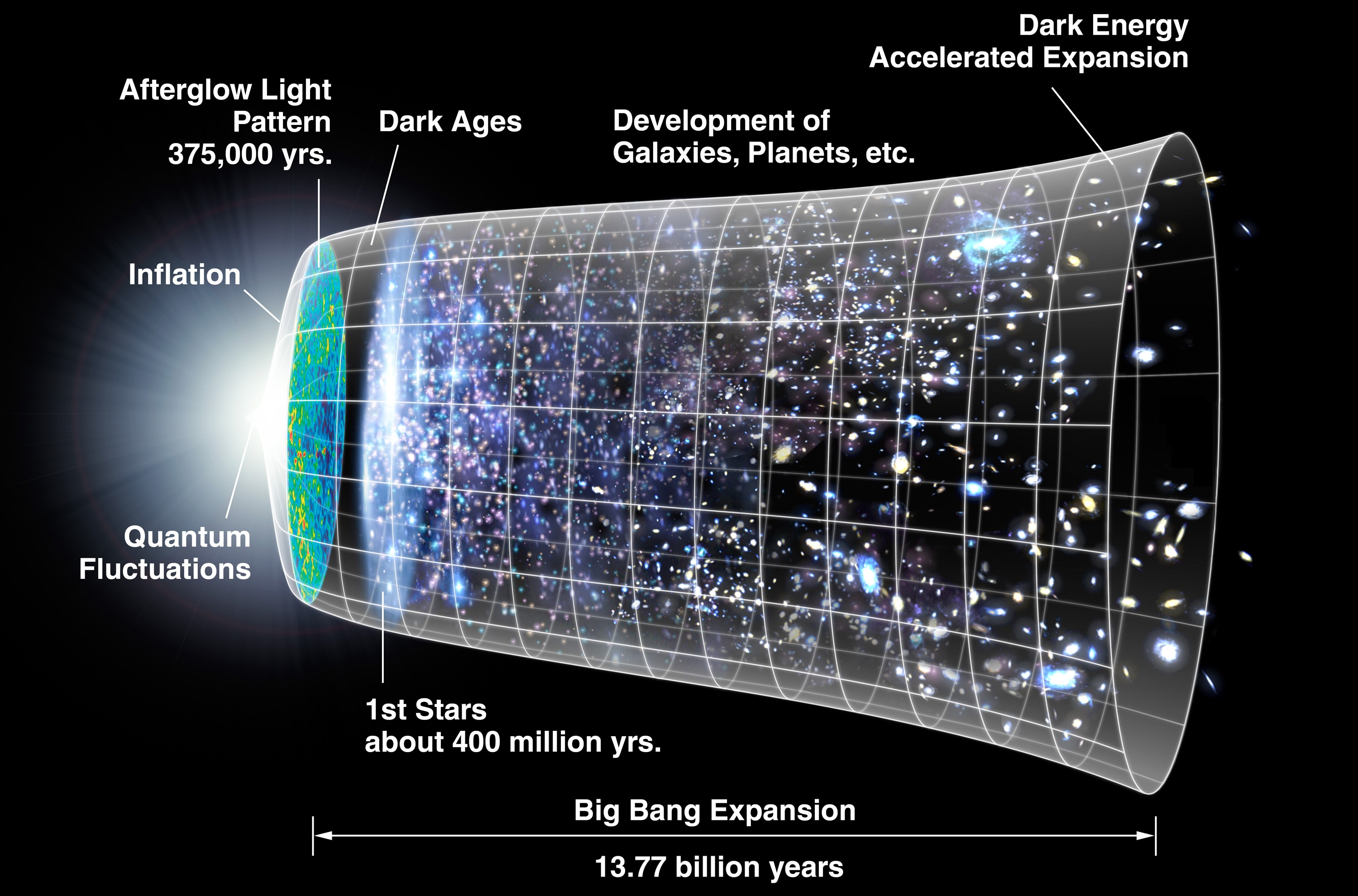
공간의 계량적(metric) 팽창의 연표, 여기서 우주의 가상적인 관측 불가능한 부분을 포함하는 공간이 원형 섹션으로 매번 표시된다. 좌측에서 급팽창 시대에 극적인 팽창이 발생한다. 그리고, 중앙부에서 팽창이 가속된다. (예술가의개념: 시간과 크기 모두 축척이 없다.)

대폭발 사건은 고밀도 및 온도의 초기 상태에서 어떻게 우주가 팽창했는지 설명하는 물리 이론이다. 대폭발의 다양한 우주론적 모형은 관측 가능한 우주의 초기 알려진 기간부터 이후의 대규모 형태까지의 진화를 설명한다. 이 모형은 풍부한 광 원소, 우주 마이크로파 배경(CMB) 복사 및 거대구조를 포함하여 관찰된 광범위한 현상에 대한 포괄적인 설명을 제공한다. 편평도 문제로 알려진 우주의 전반적인 균일성은 우주 팽창, 즉 초기 순간에 갑작스럽고 매우 빠른 공간 팽창으로 설명된다. 그러나 물리학은 현재 빅뱅의 초기 조건을 성공적으로 모델링할 수 있는 널리 받아들여지는 양자 중력 이론이 부족하다.
결정적으로, 이 모형은 허블-르메트르 법칙-한 은하가 멀리 떨어져 있을수록 지구에서 더 빨리 멀어진다는 관측-과 호환된다. 알려진 물리 법칙을 사용하여 시간을 거슬러 이 우주 팽창을 외삽하면 모형은 공간과 시간이 의미를 상실하는 특이점(일반적으로 "빅뱅 특이점(the Big Bang singularity)"이라고 함)이 선행하는 점점 더 집중되는 우주를 설명한다. 1964년에 CMB가 발견되었고, 이는 대폭발(빅뱅) 모형이 먼 과거의 높은 온도와 밀도로 인해 균일한 배경 복사를 예측했기 때문에 경쟁하는 우주 진화의 정상우주론 모형이 잘못되었다고 많은 우주론자들을 확신시켰다. 광범위한 실증적 증거는 이제 본질적으로 보편적으로 받아들여지는 대폭발 사건을 강력하게 지지한다. 우주의 팽창률에 대한 자세한 측정 결과 빅뱅 특이점은 우주의 나이로 간주되는 137.87 ± 0.2억 년 전으로 추정된다.
대폭발(빅뱅) 모형에 의해 아직 적절하게 설명되지 않은 관찰된 우주의 측면이 남아 있다. 초기 팽창 후 우주는 아원자 입자와 나중에 원자가 형성될 수 있을 만큼 충분히 냉각되었다. 이것이 발생하도록 허용한 물질과 반물질의 불평등한 풍요는 중입자 비대칭으로 알려진 설명할 수 없는 효과이다. 이 원시 원소들(주로 수소, 약간의 헬륨 및 리튬 포함)은 나중에 중력을 통해 합쳐져 초기 별과 은하를 형성했다. 천문학자들은 은하계를 둘러싼 알려지지 않은 암흑 물질의 중력 효과를 관찰한다. 우주의 대부분의 중력 퍼텐셜은 이런 형태인 것으로 보이며, 대폭발 모형과 다양한 관측은 이 과도한 중력 퍼텐셜이 일반 원자와 같은 중입자 물질에 의해 생성되지 않는다는 것을 나타낸다. 초신성의 적색편이 측정은 우주의 팽창이 가속되고 있음을 나타내며, 이는 암흑 에너지로 알려진 설명할 수 없는 현상에 기인한 관측이다.

## 모형의 특징
대폭발(빅뱅) 모형은 가벼운 원소들의 존재, CMB, 거대구조 및 허블-르메트르 법칙을 포함한 광범위한 관측 현상에 대한 포괄적인 설명을 제공한다. 모형은 물리 법칙의 보편성과 우주론 원리의 두 가지 주요 가정에 의존한다. 물리 법칙의 보편성은 상대성이론의 기본 원리 중 하나이다. 우주론 원리는 큰 규모에서 우주는 균질하고 등방성이며- 위치에 상관없이 모든 방향에서 동일하다고 말한다.
이러한 아이디어는 처음에는 가정으로 간주되었지만 나중에 각각을 테스트하기 위한 노력이 이루어졌다. 예를 들어, 첫 번째 가정은 우주의 대부분의 나의에 걸쳐 미세 구조 상수의 가능한 가장 큰 편차가 10-5차라는 것을 보여주는 관측에 의해 테스트되었다. 또한 일반 상대성이론은 태양계와 쌍성계의 규모에서 엄격한 테스트들을 통과했다.
거대규모 우주는 지구에서 볼 때 등방성으로 보인다. 만약 그것이 정말로 등방성이라면, 우주론 원리는 선호되는 (또는 특별한) 관찰자나 유리한 지점이 없다는 더 단순한 코페르니쿠스 원리에서 도출될 수 있다. 이를 위해 CMB 온도 관측을 통해 우주론 원리가 10-5 수준으로 확인됐으며, 1995년 현재 CMB 지평선 기준으로, 우주는 비동질성 10% 크기 정도의 상한으로 균질성을 갖는 것으로 측정됐다.

### 공간의 팽창
우주의 팽창은 20세기 초 천문 관측을 통해 추론되었으며 대폭발(빅뱅) 이론의 핵심 요소이다. 수학적으로, 일반상대론은 근처의 점들을 분리하는 거리를 결정하는 거리 함수-계량(metric)으로 시공간을 설명한다. 은하들, 별들 또는 다른 천체가 될 수 있는 점들은 모든 시공간에서 놓여진 좌표도 또는 "격자"를 사용하여 지정된다. 우주론 원리는 프리드만-르메트르-로버트슨-워커 계량(FLRW)을  고유하게 선별하는 대규모의 균질적이고 등방성이어야 한다는 것을 암시한다. 이 지표에는 시간에 따라 우주의 크기가 어떻게 변하는지 설명하는 척도인자가 포함되어 있다. 이를 통해 공변 좌표라고 하는 좌표계를 편리하게 선택할 수 있다. 이 좌표계에서 격자는 우주를 따라 팽창하며, 우주팽창 때문에 움직이는 물체는 격자의 고정점에 머무른다. 그들의 '좌표' 거리(공변거리)는 일정하지만, 그와 공변하는 두 점 사이의 물리적 거리는 우주의 축척인자에 비례하여 확장된다.
대폭발(빅뱅)은 빈 우주를 채우기 위해 바깥으로 이동하는 물질의 폭발이 아니다. 대신, 공간 자체는 시간과 함께 모든 곳에서 확장되며 공유점 사이의 물리적 거리를 증가시킨다. 다시 말해, 대폭발은 공간내의 폭발이 아니라 공간의 확장이다. FLRW 계량은 질량과 에너지의 균일한 분포를 가정하기 때문에, 우리 우주에는 오직 거대한 척도들로 적용되어―우리 은하와 같은 물질의 국소적 농도가 전체 우주와 같은 속도로 팽창할 필요는 없다.

### 지평선
대폭발(빅뱅) 시공간의 중요한 특징은 입자 지평선의 존재이다. 우주에는 유한한 나이가 있고 빛은 유한한 속도로 여행하기 때문에 빛이 아직 우리에게 도달할 시간이 없었던 과거의 사건이 있을 수 있다. 이것은 관찰할 수 있는 가장 먼 물체에 한계 또는 과거 지평선을 둔다. 반대로, 공간이 팽창하고 더 멀리 있는 물체가 점점 더 빨리 후퇴하기 때문에 오늘날 우리가 방출하는 빛은 매우 먼 물체를 "따라잡지" 못할 수도 있다. 이것은 우리가 영향을 미칠 수 있는 미래의 사건을 제한하는 미래 지평선을 정의한다. 두 유형의 지평선의 존재 여부는 우리 우주를 설명하는 FLRW 모형의 세부 사항에 따라 다르다.
아주 초기 시대로 거슬러 올라가는 우주에 대한 우리의 이해는 과거의 지평선이 있음을 시사하지만 실제로 우리의 시야는 초기 우주의 불투명성에 의해 제한된다. 따라서 우리의 시야는 시간적으로 더 뒤로 확장될 수 없지만, 지평선은 공간에서 후퇴한다. 만일 우주의 팽창이 계속 가속화되다면 미래의 지평선도 또한 있다.

### 열평형화
초기 우주의 일부 과정들은 우주의 팽창 속도에 비해 너무 느리게 발생하여 대략적인 열역학적 평형에 도달했다. 다른 것들은 열평형화(thermalization)에 도달할 만큼 충분히 빨랐다. 극초기 우주의 과정이 열평형에 도달했는지 여부를 알아내기 위해 일반적으로 사용되는 매개변수는 과정의 비율(일반적으로 입자 간의 충돌 비율)와 허블 매개변수 간의 비율이다. 비율이 클수록 입자가 서로 너무 멀리 떨어지기 전에 열평형화해야 하는 시간이 늘어난다.

## 연표
대폭발(빅뱅) 이론에 따르면, 우주는 처음에 매우 뜨겁고 매우 작았으며, 그 이후로 팽창하고 냉각되고 있다.

### 특이점
일반 상대성이론을 사용하여 시간을 거슬러 우주 팽창을 외삽하면 과거의 유한한 시간에 무한한 밀도와 온도가 산출된다. 중력 특이점으로 알려진 이 불규칙한 행동은 일반 상대성이론이 이 체제의 물리 법칙에 대한 적절한 설명이 아님을 나타낸다. 일반 상대성이론에 기초한 모형만으로는 소위 플랑크 시대가 끝나기 전-특이점을 향해 외삽할 수 없다.
이 원시 특이점은 때때로 "대폭발(빅뱅)"이라고 불리지만, 그러나 이 용어는 또한 우주의 더 일반적인 초기 뜨겁고 조밀한 단계를 나타낼 수도 있다. 두 경우 모두, 하나의 사건으로서의 "대폭발"은 우리 우주의 "탄생"으로 구어체로 불리기도 하는데, 이는 우주가 물리 법칙이 다음과 같은 체제에 진입했음을 확인할 수 있는 역사적 시점을 나타내기 때문이다. 우리는 그것들(특히 일반 상대성이론과 입자 물리학의 표준 모형)이 작동한다는 것을 이해한다. Ia형 초신성을 사용한 팽창 측정과 우주 마이크로파 배경의 온도 변동 측정에 기초했을 때, "우주의 나이"로 알려진-그 사건 이후 경과된 시간은 138억 년이다.
이 시기에 블랙홀을 형성하는 데 일반적으로 필요한 것보다 훨씬 더 밀도가 매우 높음에도 불구하고 우주는 다시 특이점으로 붕괴되지 않았다. 중력 붕괴를 설명하기 위해 일반적으로 사용되는 계산 및 한계는 일반적으로, 항성과 같이, 상대적으로 일정한 크기의 물체를 기반으로 하며 빅뱅과 같이 빠르게 팽창하는 우주에는 적용되지 않는다. 초기 우주는 즉시 다수의 블랙홀로 붕괴되지 않았기 때문에 그 당시의 물질은 무시할 수 있는 밀도 기울기로 매우 고르게 분포되었음에 틀림 없다.

### 급팽창과 중입자 생성
대폭발(빅뱅)의 초기 단계는 이에 대한 천문학적 데이터가 없기 때문에 많은 추측의 대상이 된다. 가장 일반적인 모형에서 우주는 매우 높은 에너지 밀도와 거대한 온도와 압력으로 균질하고 등방성으로 채워졌으며 매우 빠르게 팽창하고 냉각되었다. 팽창 후 0초부터 10-43초까지의 기간인 플랑크 시대는 전자기력, 강한 핵력, 약한 핵력, 중력의 네 가지 기본력이 하나로 통합된 단계였다. 이 단계에서 우주의 특징적인 척도 길이는 플랑크 길이인 1.6×10-35m이었고, 결과적으로 섭씨 약 1032도의 온도를 가졌다. 심지어 입자라는 그 개념조차 이러한 조건에서는 무너진다. 이 시기에 대한 적절한 이해는 양자 중력의 발전을 기다리고 있다. 플랑크 시대는 우주의 온도가 떨어지면서 중력이 다른 힘으로부터 분리되는 10-43초에서 시작하는 대통일 시대로 이어졌다.
팽창 후 약 10-37초에 상전이가 우주 급팽창을 일으켰고, 그 동안 우주는 광속 불변성에 제약을 받지 않고 지수 함수적으로 성장했으며, 온도는 10만 배나 낮아졌다. 하이젠베르크의 불확정성 원리로 인해 발생한 미세한 양자 요동은 나중에 우주의 거대구조를 형성하는 씨앗으로 증폭되었다. 약 10-36초의 시간에 강한 핵력이 다른 힘과 분리되고 전자기력과 약한 핵력만 통합된 상태에서 약전자기 시대(electroweak epoch)가 시작된다.
급팽창은 10-33초에서 10-32초대에 멈췄고, 우주의 부피는 적어도 1078배 증가했다. 재가열은 우주가 쿼크-글루온 플라즈마(quark–gluon plasma)뿐만 아니라 다른 모든 기본 입자들을 생성(produxtion)하는데 필요한 온도를 얻을 때까지 일어났다. 입자의 무작위 운동이 상대론적 속도였을 정도로 온도가 아주 높았고, 모든 종류의 입자-반입자 쌍은 충돌로 지속적으로 생성 및 파괴되었다. 어느 시점에서 중입자 생성이라고 불리는 알려지지 않은 반응이 중입자수의 보존을 위반하여 쿼크와 렙톤이 반쿼크와 반렙톤보다 극히 적은-3000만분의 일의 차수의 초과량으로 이끌었다. 이것이 현재 우주에서 물질이 반물질보다 우세한 결과를 초래했다.

### 냉각

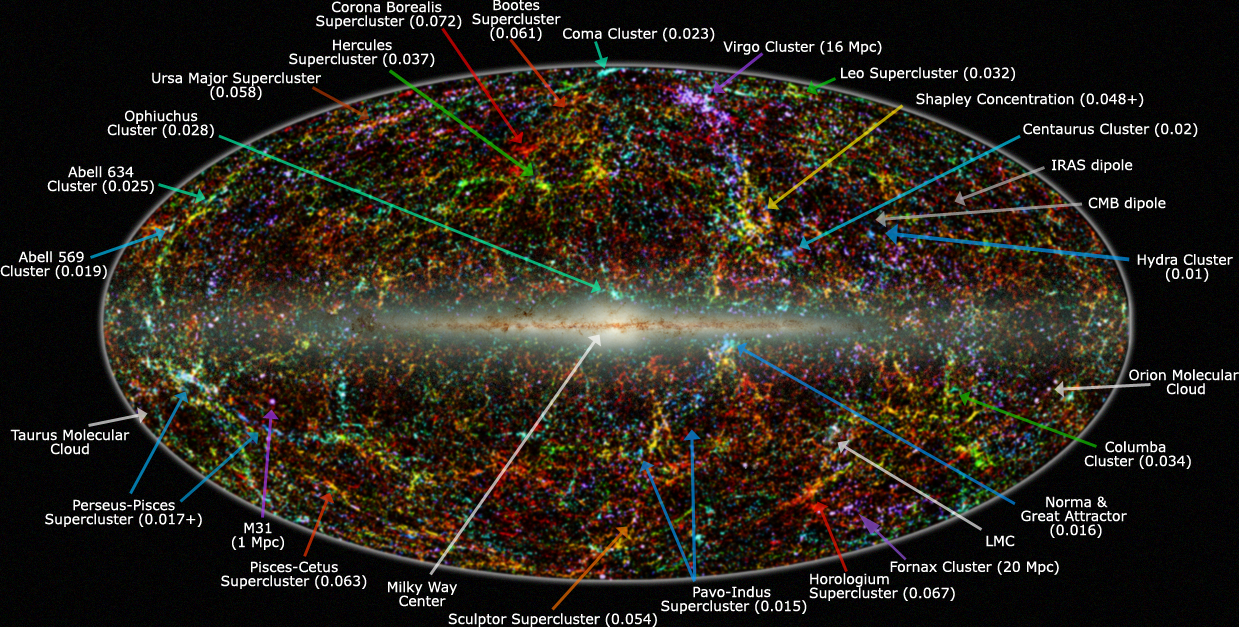
전체 근적외선 하늘의 파노라마 뷰는 우리은하 너머 은하들의 분포를 드러낸다. 은하들은 적색편이에 의해 색상으로 구분된다.

우주는 계속해서 밀도가 감소하고 온도가 떨어졌고, 따라서 각 입자의 전형 에너지가 감소하고 있었다. 대칭을 깨는(symmetry-breaking) 상전이는 약 10-12초에 전자기력과 약한 핵력이 분리되면서 물리학의 기본 힘과 기본 압자의 매개변수를 현재 형태로 만든다. 약 10-11초 후에 입자 에너지가 입자 가속기에서 얻을 수 있는 값으로 떨어지기 때문에 그림이 덜 추측적으로 된다. 약 10-6초 후에 쿼크와 글루온이 결합하여 양성자 및 중성자와 같은 중입자를 형성한다. 반쿼크에 비해 작은 양의 쿼크 초과가 반중입자에 비해 작은 양의 중입자 초과를 초래했다. 온도는 이제 더 이상 새로운 양성자-반양성자 쌍(중성자-반중성자의 경우와 유사)을 생성할 만큼 충분히 높지 않았으므로 대량 쌍소멸이 즉시 뒤따랐고 원래 물질 입자는 108분의 1만 남고 반입자는 하나도 남지 않았다. 비슷한 과정이 전자와 양전자에 대해 약 1초에서 일어났다. 이러한 쌍소멸 후에 나머지 양성자, 중성자 및 전자는 더 이상 상대론적으로 움직이지 않고 우주의 에너지 밀도는 광자에 의해 (중성미자의 미미한 기여와 더불어) 지배되었다.
팽창 몇 분 후, 온도가 약 10억 켈빈이고 우주의 물질 밀도가 현재 지구의 대기 밀도와 비슷할 때 중성자는 양성자와 결합하여 우주의 중수소와 헬륨 핵을 형성하는 대폭발 핵합성(Big Bang nucleosynthesis, BBN)이라는 과정을 거쳤다. 대부분의 양성자는 결합되지 않은 상태로 수소 핵으로 남아 있었다.
우주가 냉각됨에 따라 물질의 정지 에너지 밀도는 광자 복사의 에너지 밀도를 중력적으로 지배하게 되었다. 약 379,000년 후, 전자와 핵은 원자(대부분 수소)로 결합되어 복사를 방출할 수 있었다. 거의 방해받지 않고 우주를 통해 계속된 이 유물 복사(relic radiation)는 우주 마이크로파 배경으로 알려져 있다.

### 구조 형성

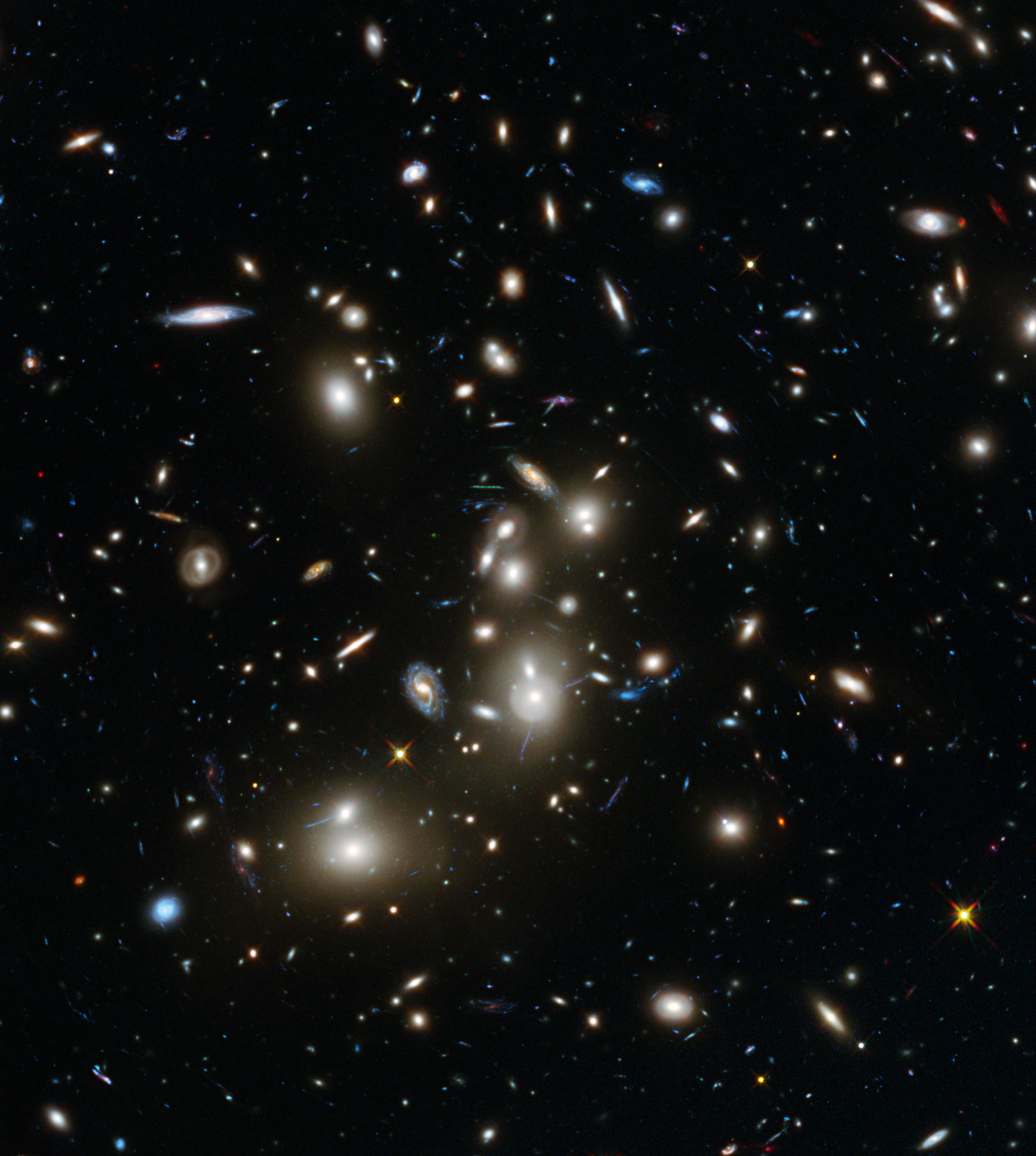
아벨(Abell) 2744 은하단 프런티어 필즈 뷰(Hubble Frontier Fields view)

오랜 시간 동안, 균일하게 분포된 물질의 약간 더 밀도가 높은 영역은 중력에 의해 주변 물질을 끌어당겨 더 밀도가 높아져 오늘날 관찰할 수 있는 가스 구름들, 별들, 은하들 및 기타 천문학적 구조를 형성했다. 이 과정의 세부 사항은 우주에 있는 물질의 양과 유형에 따른다. 네 가지 가능한 유형의 물질은 차가운 암흑 물질(CDM, cold dark mattter), 따뜻한 암흑 물질(warm dark matter) 및 중입자 물질로 알려져 있다. 윌킨슨 마이크로파 비등방성 탐색기(WMAP)에서 사용할 수 있는 최상의 측정값은 데이터가 ΛCDM 모형에 잘 맞는다는 것을 보여준다. 이 모형에서는 암흑 물질은 차갑다고 (따뜻한 암흑 물질은 초기 재전리에 의해 배제된다) 가정된다.  이 CDM은 우주의 물질/에너지의 약 23%를 구성하고, 반면에 중입자 물질은 약 4.6%를 구성한다고 추정된다.
중성미자의 형태로 뜨거운 암흑 물질을 포함하는 "확장 모형"에서, 그래서 만일 "물리적 중입자 밀도" Ωbh2는 약 0.023으로 추정된다. (이것은 약 0.046인 총 물질/에너지 밀도의 분수로 표현되는 '중입자 밀도' Ωb와 다르다), 해당하는 차가운 암흑 물질 밀도 Ωch2는 약 0.11이고, 해당 중성미자 밀도 Ωvh2는 0.0062 미만으로 추정된다.

### 우주 가속
Ia형 초신성과 CMB의 독립적인 일련의 증거는 오늘날 우주가, 분명히 모든 공간에 침투하고 있는, 암흑 에너지로 알려진 신비한 형태의 에너지에 의해 지배되고 있다는 것을 암시한다. 관측에 따르면 오늘날 우주의 총 에너지 밀도의 73%가 이 형태로 되어 있다. 우주가 아주 어렸을 때 암흑 에너지가 주입되었을 가능성이 있지만, 공간이 적고 모든 것이 더 가까워서, 중력이 우세했고, 그래서 그것은 천천히 팽창을 제동하고 있었다. 그러나 결국, 수십억 년의 팽창 후에는 암흑 에너지의 밀도에 비해 물질의 밀도가 감소가 우주의 팽창을 천천히 가속하기 시작하게 하였다.
가장 단순한 공식의 암흑 에너지는 일반 상대성이론의 아인슈타인 방정식에서 우주상수 항의 형태를 취하지만, 그 구성과 메커니즘은 알려져 있지 않으며, 보다 일반적으로, 그것의 상태 방정식의 세부사항과 입자 물리학의 표준 모형과의 관계는 관찰을 통하여 그리고 이론적으로 계속 조사되고 있다.
급팽창 시대(Inflationary epoch) 이후의 이 모든 우주적 진화는 양자역학과 일반 상대성 이론의 독립적인 틀을 사용하는 우주론의 ΛCDM 모형에 의해 엄격하게 기술되고 모델링될 수 있다. 약 10-15초 전에 상황을 설명하는 쉽게 테스트 가능한 모형은 없다. 우주 역사상 가장 초기의 이 시대를 이해하는 것은 현재 가장 큰 물리학의 미해결 문제 목록 중 하나이다.

## 개념 역사

### 어원
영국인 천문학자 프레드 호일은 1949년 3월 BBC 라디오 방송에서 한 대담에서 "빅뱅(대폭발)"이라는 용어를 만든 것으로 알려져 있는데, 말하기를: "이 이론들은 우주의 모든 물질들이 먼 과거의 특정 시기에 하나의 대폭발으로 생성되었다는 가설에 기초했다"라고 했다. 그러나 그것은 1970년대까지는 유행하지 않았다.
다른 "정상-상태" 우주론 모형을 선호했던 호일은 이것을 경멸적인 것으로 의도했다고 널리 보고되고 있지만, 호일은 호일은 이를 명백히 부인하며 두 모형 사이의 차이점을 강조하기 위한 눈에 띠는 이미지일 뿐이라고 말했다. 헬지 크라그Helge Kragh는 그것이 경멸적인 의미로 사용되었다는 주장에 대한 증거가 "설득력이 없다"고 쓰고, 또한 그것이 경멸적인 것이 아니라는 여러 징후를 언급한다.
대폭발(빅뱅) 용어 자체는 폭발의 발생을 암시하기 때문에 잘못된 이름이다. 그러나 폭발은 중심점에서 아직 존재하지 않는 주변 공간으로의 팽창을 의미하지만, 대폭발은 공간으로의 팽창이라기보다는 공간 자체의 팽창/스트레칭으로, 모든 곳에서 동시에 (한 점에서가 아니라) 우주를 냉각시키고 밀도를 낮추게 했다. 산토시 매튜Santhosh Mathew가 지적한 또 다른 문제는 폭발(뱅)이 소리를 내포하고 있으며, 이를 위해서는 진동하는 입자와 매체가 필요하다는 것이다. 이것은 우리가 상상할 수 있는 모든 것의 시작이기 때문에 소리에 대한 근거가 없으므로 대폭발은 침묵했을 가능성이 크다. 더 적합한 대안을 찾으려는 시도는 성공하지 못했다.

### 발전
대폭발(빅뱅) 모형은 우주의 구조에 대한 관측과 이론적 고찰로부터 발전했다. 1912년 베스토 슬라이퍼는 나선 성운(나선은하의 구식 용어)의 도플러 효과를 최초로 측정했고, 곧 대부분의 그러한 성운들이 지구로부터 멀어지고 있다는 것을 발견했다. 그는 이 사실의 우주론적 함의를 파악하지 못했으며, 당시 이 성운들이 우리 은하 바깥의 "섬 우주"인지 아닌지에 대해 고도의 논란이 많았다. 십년 후, 러시아의 우주론자이자 수학자인 알렉산드르 프리드만은 아인슈타인 방정식에서 프리드만 방정식을 도출하여, 당시 알베르트 아인슈타인이 주장했던 정적 우주 모형과 대조적으로 우주가 팽창하고 있을 수 있음을 보여주었다.
1924년에 미국 천문학자 에드윈 허블이 가장 가까운 나선 성운까지의 먼 거리를 측정한 결과 이 시스템이 실제로 다른 은하임을 보여주었다. 같은 해부터 허블은 윌슨 산 천문대의 100인치(2.5m) 후커 망원경(Hooker telescope)을 사용하여 우주 거리 사다리의 전신인 일련의 거리 표시기를 공들여 개발했다. 이를 통해 그는 주로 슬라이퍼에 의해 적색편이가 이미 측정된 은하까지의 거리를 추정할 수 있었다. 1929년에 허블은 거리와 후퇴 속도 사이의 상관 관계를 발견했는데-이는 현재 허블-르메트르 법칙으로 알려져 있다.
독립적으로 1927년 프리드만 방정식을 유도한 벨기에의 물리학자이자 로마 가톨릭 신부인 조르주 르메트르는 성운의 추정된 후퇴가 우주의 팽창 때문이라고 주장했다.  1931년에 르메트르는 더 나아가 우주의 명백한 팽창이 시간을 거슬러 투영된다면 과거에는 우주가 더 작았고 과거의 어느 유한한 시간에 우주의 모든 질량이 시간과 공간의 구조(fabric)가 존재하게 된 시기와 장소인 "원시 원자"라는 단일 지점에 집중되에 있었다고 제안했다.
1920년대와 1930년대에 거의 모든 주요 우주론자들은 영원한 정상-상태의 우주를 선호했으며, 몇몇은 대폭발이 암시하는 시간의 시작이 종교적 개념을 물리학에 도입했다고 불평했으니; 이 반대는 나중에 정상-상태 이론의 지지자들에 의해 반복되었다. 이러한 인식은 대폭발 이론의 창시자인 르메트르가 로마 가톨릭 사제라는 사실에 의해 이런 인식이 강화되었다. 아서 에딩턴은 우주는 시간의 시작을 갖지 않는다, 즉, 물질은 영원하다는 아리스토텔레스의 의견에 동의하였다. 시간의 시작은 그에게 "혐오스러운" 것이었다. 그러나 르메트르는 이에 동의하지 않았으니:

세계가 단일 양자로 시작했다면 공간과 시간의 개념은 처음에는 전혀 의미가 없었을 것이니; 그것들은 원래의 양자가 충분한 수의 양자들로 분할되었을 때만 합리적인 의미를 갖기 시작할 것이다. 이 제안이 맞다면, 세계의 시작은 시공간의 시작보다 조금 더 일찍 일어났다.

1930년대에는, 허블의 관측을 설명하기 위한 비표준 우주론으로 다른 아이디어들이 제안되었는데, 밀른 모형(Milne model), 주기적 우주(oscillatory universe)(원래 프라드만이 제안했지만 알베르트 아인슈타인과 리처드 C. 톨만Richard C. Tolman이 주창함) 및 프리츠 츠비키의 피로한 빛(tired light) 가설 등이 포함되었다.
제2차 세계대전 이후 두 가지 뚜렷한 가능성이 나타났다. 하나는 프레드 호일의 정상-상태 모형으로, 우주가 팽창하는 것처럼 보일 때 새로운 물질이 생성될 것이다. 이 모형에서 우주는 어느 시점에서나 거의 동일하다. 다른 하나는 대폭발 핵합성(BBN)을 도입하고, 동료인 랠프 앨퍼와 로버트 허먼Robert Herman가 CMB를 예측한 조지 가모프가 옹호하고 개발한 르메트르의 대폭발(빅뱅) 이론이다. 아이러니하게도 1949년 3월 BBC 라디오 방송에서 르메트르의 이론에 적용하게 된 문구를 호일이 만들어 "이 '빅뱅(대폭발)' 아이디어"라고 언급했다. 한동안, 이 두 이론 사이에서 지자가  분할되었다. 결국, 관측 증거, 특히 라디오 소스 카운트(source counts)에서 나온 증거는 정상-상태보다 대폭발을 선호하기 시작했다. 1964년 Cemission or absorption lines의 발견과 확인은 빅뱅을 우주의 기원과 진화에 대한 최고의 이론으로 확실하게 했다. 현재 우주론의 많은 작업에는 대폭발의 맥락에서 은하가 형성되는 방식에 대한 이해, 더욱더 초기의 우주 물리학의 이해, 및 기본 이론과 관측의 조화가 포함된다.
1968년과 1970년에 로저 펜로즈, 스티븐 호킹, 조지 엘리스는 수학적 특이점이 대폭발(빅뱅)의 상대론적 모형의 불가피한 초기 조건임을 보여주는 논문을 발표했다. 이후 1970년대부터 1990년대까지 우주론자들은 대폭발 우주의 특징을 규명하고 해결해야 할 문제를 해결하기 위해 노력했다. 1981년, 앨런 구스는 "급팽창"이라고 불렀던 초기 우주의 급속한 팽창 시대를 도입함으로써 대폭발(빅뱅) 이론의 특정 뛰어난 이론적 문제를 해결하기 위한 이론적 작업에서 돌파구를 마련했다. 한편, 이 수십 년 동안 많은 토론과 불일치를 일으킨 관측 우주론의 두 가지 질문은 허블 상수의 정확한 값과 우주의 물질 밀도(암흑 에너지가 발견되기 전, 궁극적 우주의 종말에 대한 주요 예측 변수)였다.
1990년대 중반에 특정 구상성단을 관찰한 결과 그 나이는 약 150억 년으로 나타났는데, 이는 당시의 대부분의 우주나이 추정치(실제로 오늘날 측정된 나이)와 상충되었다. 이 문제는 항성풍으로 인한 질량 손실의 영향을 포함하는 새로운 컴퓨터 시뮬레이션이 구상성단의 나이를 훨씬 더 젊게 표시하면서 해결되었다. 성단의 나이가 얼마나 정확하게 측정되는지에 대한 몇 가지 질문이 여전히 남아 있지만 구상성단은 우주에서 가장 오래된 천체 중 일부로서 우주론의 관심의 대상이다.
대폭발(빅뱅) 우주론은 1990년대 후반부터 망원경 기술의 발전과 우주배경 탐사선(COBE), 허블 우주 망원경 및 WMAP과 같은 위성의 데이터 분석의 결과로 상당한 발전을 이루었다.우주론자들은 이제 대폭발 모형의 많은 매개변수를 상당히 정밀하고 정확하게 측정했으며, 또한 우주의 팽창이 가속되고 있는 것처럼 보인다는 예상치 못한 발견을 했다.

## 관측적 증거
"빅뱅 그림은 모든 영역의 데이터에 너무 확고하게 기반을 두고 있어 그 일반적인 특징이 무효임을 입증할 수 없다."
이 이론의 타당성에 대한 가장 초기의 가장 직접적인 관찰 증거는 허블의 법칙(은하의 적색편이가 나타내는 것처럼)에 따른 우주의 팽창, 우주 마이크로파 배경의 발견 및 측정, 그리고 대폭발 핵합성(BBN)에 의한 가벼운 원소의 상대적 풍부함이다. 보다 최근의 증거에는 은하의 형성 및 진화의 관찰과 우주 거대구조의 분포가 포함된다. 이들은 때때로 대폭발(빅뱅) 이론의 "4개의 기둥"이라고 불린다.
대폭발(빅뱅)의 정밀한 현대 모형은 지구상의 실험에서는 관찰되지 않았거나 입자 물리학의 표준 모형에 통합되지 않은 다양한 기이한 물리적 현상에 호소한다. 이러한 특징들 중 암흑 물질은 현재 가장 활발한 실험실 조사의 주제이다. 남은 문제로는 커스피 헤일로 문제(cuspy halo problem)와 왜소은하 문제(dwarf galaxy problem)가 있다. 암흑 에너지도 또한 과학자들의 관심이 집중되는 분야이지만, 암흑 에너지의 직접적인 탐지가 가능할지는 확실치 않다. 급팽창과 중입자 형성은 현재 대폭발 모형의 더 사변적인 특징으로 남아 있다. 그러한 현상에 대한 실행 가능하고 양적인 설명이 여전히 모색되고 있다. 이것들은 현재 물리학의 미해결 문제들이다.

### 허블-르메트르 법칙과 우주의 팽창
멀리 떨어져 있는 은하들과 퀘이사들을 관찰한 결과 이 물체가 적색편이됨: 즉, 이 물체에서 방출되는 빛은 더 긴 파장으로 이동함을 보여준다. 이것은 물체의 주파수 스펙트럼(frequency spectrum)을 취해서 빛과 상호 작용하는 화학 원소의 원자에 해당하는 방출 또는 흡수선(emission or absorption lines)의 분광 패턴을 일치시킴으로써 알 수 있다. 이러한 적색편이는 균질하게 등방성이며 모든 방향에서 관찰된 물체 사이에 고르게 분포된다. 적색편이를 도플러 효과로 해석하면 물체의 후퇴 속도를 계산할 수 있다. 일부 은하의 경우 우주 거리 사다리를 통해 거리를 추정하는 것이 가능하다. 후퇴 속도를 이러한 거리에 대해 표시하면 허블-르메트르 법칙으로 알려진 선형 관계가 관측된다: {\displaystyle v=H_{0}D}, 여기서
- {\displaystyle v}는 은하 또는 다른 먼 물체의 후퇴 속도,
- {\displaystyle D}는 물체에 대한 적절한 거리, 그리고
- {\displaystyle H_{0}}는 허블 상수이며, WMAP에 의해    70.4+1.3
−1.4 km/s/Mpc로 측정되었다.[39]

허블-르메트르 법칙에는 두 가지 설명이 가능하다. 우리가 은하의 폭발의 중심에 있거나-그것은 코페르니쿠스의 원리에 따르면 지지될 수 없다-또는 우주는 모든 곳으로 균일하게 팽창하고 있다. 이 보편적 팽창은 허블이 1929년 분석과 관측을 하기 훨씬 전인 1922년 프리드만과 1927년 르메트르가 일반 상대성이론을 통해 예측한 것으로, 프리드만, 르메트르, 로버트슨, 워커에 의해 개발된 대폭발(빅뱅) 이론의 초석으로 남아 있다.
그 이론은 모든 시간에 유효한 {\displaystyle v=hd} 관계를 팔요로 하는데, 여기서 {\displaystyle D}는 적정 거리, {\displaystyle v}는 후퇴 속도이고, 또한 {\displaystyle v}, {\displaystyle H} 및 {\displaystyle D}는 우주가 팽창함에 따라 변화한다(그래서 우리는 현재의 허블 "상수"를 나타내기 위해 {\displaystyle H_{0}}를 쓴다).
관측 가능한 우주의 크기보다 훨씬 작은 거리에서 허블 적색편이는 후퇴 속도에 상응하는 도플러 편이로 볼 수 있다. 그러나 적색편이는 진정한 도플러 편이가 아니라 빛이 방출된 시점과 그것이 감지된 시점 사이의 우주의 팽창의 결과이다.
그 공간이 계량적(metric) 팽창을 겪고 있다는 것은 우주론적 원리와 코페르니쿠스 원리에 대한 직접적인 관찰 증거에 의해 보여지며, 이는 허블-르메트르 법칙과 함께 다른 설명이 없다. 천문학적 적색편이는 극도로 등방성이며 균질하며, 다른 많은 증거와 함께 우주가 모든 방향에서 동일하게 보인다는 우주론 원리를 뒷받침한다. 적색편이가 우리로부터 멀리 떨어진 중심에서 발생한 폭발의 결과였다면 서로 다른 방향에서 그렇게 유사하지 않았을 것이다.
2000년에 우주 마이크로파 배경 복사가 먼 천체 물리학 시스템의 역학에 미치는 영향을 측정한 결과 우주론적 규모에서 지구는 중심 위치에 있지 않다는 코페르니쿠스적 원리가 입증되었다.  대폭발(빅뱅)의 복사는 우주 전반에 걸쳐 초기에는 분명히 더 따뜻했다. 수십억 년에 걸친 CMB의 균일한 냉각은 우주가 계량적 팽창을 경험하고 있는 경우에만 설명할 수 있으며 우리가 폭발의 유일한 중심 근처에 있을 가능성은 배제된다.
허블 상수의 결정과 설명할 수 없는 불일치는 허블 텐션으로 알려져 있다. CMB의 관측에 기초한 기술은 우주 거리 사다리에 기초한 측정에서 도출된 양과 비교하여 이 상수의 더 낮은 값을 제안한다.

### 우주 마이크로파 배경 복사

COBE 위성에서 FIRAS 기기로 측정한 우주 마이크로파 배경 스펙트럼은 자연계에서 가장 정밀하게 측정된 흑체 스펙트럼이다. 이 그래프의 데이터 포인트와 오차 막대는 이론적인 곡선에 의해 가려져 있다.

1964년, 아노 펜지어스와 로버트 윌슨은 우연히 마이크로파 대역의 무지향성 신호인 우주배경 복사를 발견했다. 이들의 발견은 1950년경에 알퍼, 허먼, 가모프의 대폭발 예측에 대한 상당한 확증을 제공했다. 1970년대를 통해 그 복사는 모든 방향에서 흑체 스펙트럼과 거의 일치하는 것으로 밝혀졌으며, 이 스펙트럼은 우주의 팽창에 의해 적색편이되었으며, 오늘날에는 약 2.725K에 해당한다. 이로써 대폭발(빅뱅) 모형에 유리한 증거의 균형이 잡혔고, 또한 펜지아스와 윌슨은 1978년 노벨 물리학상을 받았다.
CMB의 방출에 해당하는 '마지막 산란의 표면' 은 중성 수소가 안정되는 시기인 '재결합' 직후에 발생한다. 그 이전에는, 우주는 뜨겁고 조밀한 광자-중입자 플라즈마 바다로 구성되어 있었고 광자는 자유 대전 입자로부터 빠르게 산란했다(scattered). 약 37.2±1.4만 년에서 정점을 찍고 광자의 평균 자유 경로는 오늘날에 도달할 만큼 충분히 길어지고 우주는 투명해진다.

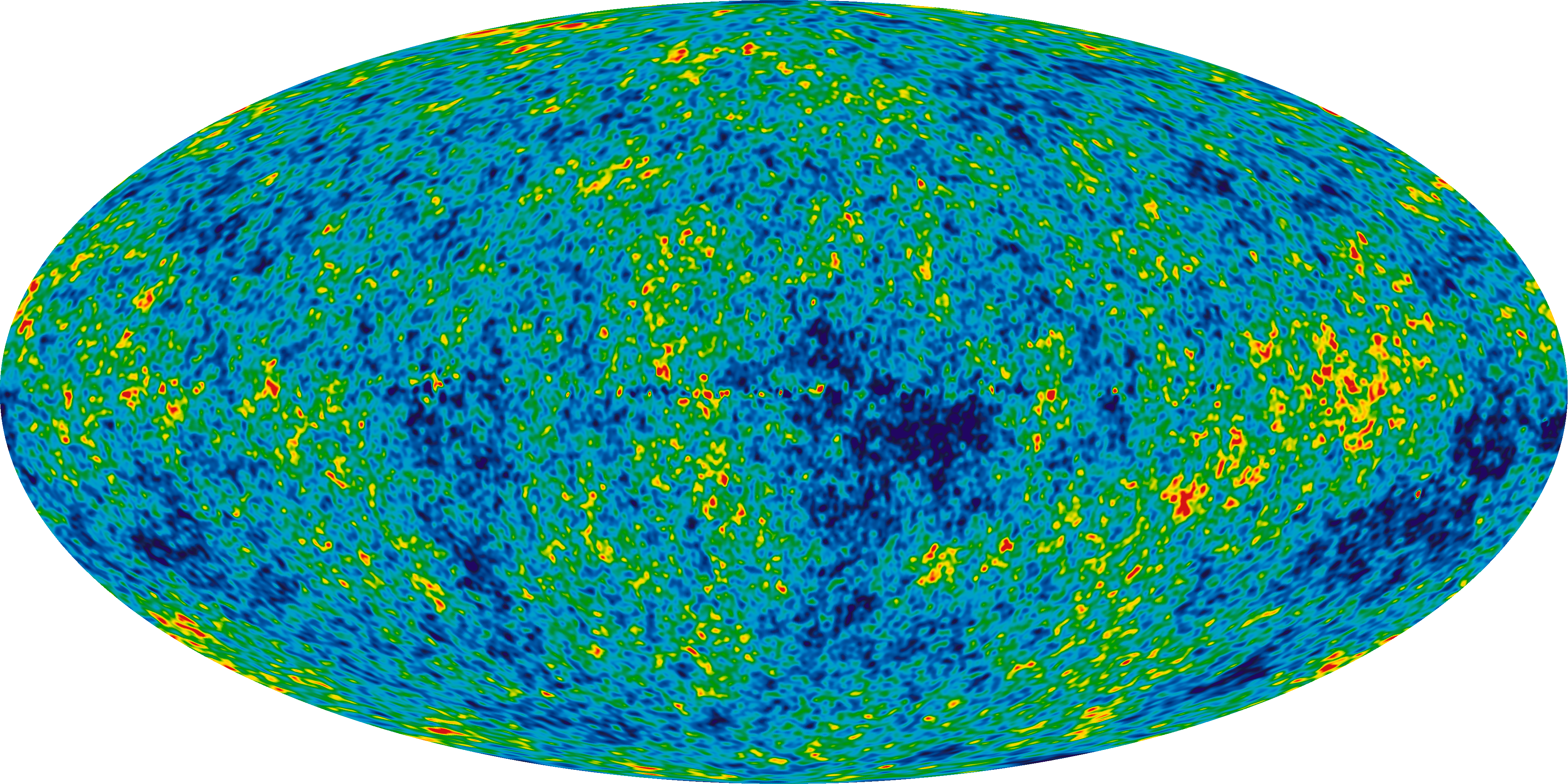
우주 마이크로파 배경 복사의 9년 WMAP 이미지 (2012). 복사는 대략 100,000분의 1에 대해 등방성이다.

1989년 NASA는 COBE를 발사하여 1990년 고정밀 스펙트럼 측정은 CMB 주파수 스펙트럼이 104분의 1 수준에서 편차가 없는 거의 완벽한 흑체임을 보여주었고 잔류 온도 2.726K(최근 측정에서는 이 수치를 2.7255K로 약간 수정함)를 측정한 두 가지 주요 발전을 아루었고; 그런 다음 1992년에 추가 COBE 측정에서 105분의 1 정도 수준에서 하늘을 가로지르는 CMB 온도의 작은 요동(비등방성)을 발견했다. 존 C. 매더와 조지 스무트는 이러한 결과에 대한 리더십으로 2006년 노벨 물리학상을 수상했다.
다음 10년 동안 CMB 비등방성은 많은 지상 기반 및 풍선 실험에 의해 추가로 조사되었다. 2000-2001년에 여러 실험, 특히 BOOMERanG에서 비등방성의 일반적인 각 크기(하늘의 크기)를 측정하여 우주의 모양이 공간적으로 거의 평평하다는 것을 발견했다.
2003년 초, 윌킨슨 극초단파 비등방성 탐사선의 일부 우주 매개변수에 대한 당시 가장 정확한 값을 산출한 첫 번째 결과가 발표되었다. 결과는 몇 가지 특정 우주 급팽창 모형들을 반증했지만, 일반적으로 급팽창 이론과 일치한다. 플랑크 우주 탐사선은 2009년 5월에 발사되었다. 다른 지상 및 풍선 기반 우주 마이크로파 배경 실험들(cosmic microwave background experiments)은 진행 중이다.

### 원시 요소의 존재도
대폭발 모형을 이용하면 우주의 헬륨-4, 헬륨-3, 중수소, 리튬-7의 농도를 일반 수소량 대비 비율로 계산할 수 있다. 상대적인 존재도(abundance)들은 광자와 중입자의 비율이라는 단일 매개변수에 따라 달라진다. 이 값은 CMB 요동의 세부 구조와 독립적으로 계산할 수 있다. 예측된 비율(숫자가 아닌 질량 기준)은  {\displaystyle {\ce {^4He/H}}}에 약 0.25, {\displaystyle {\ce {^2H/H}}}에 약 10−3,  {\displaystyle {\ce {^3He/H}}}에 약 10−4 및 {\displaystyle {\ce {^7Li/H}}}에 약 10−9이다.
측정된 존재도는 모두 중입자 대 광자 비율의 단일 값에서 예측된 것과 적어도 대략적으로는 일치한다. 그 일치는 중수소에 대해 우수하지만 가깝지만 {\displaystyle {\ce {^4He/H}}}에 대해서는 공식적으로는 불일치하고 또한 {\displaystyle {\ce {^7Li/H}}}에 대해서는 두배의 차이가 나고(이런 비정상은 우주론적 리튬 문제(cosmological lithium problem)로 알려져 있다); 후자의 두 경우에는 상당한 관측적 오류(observational error)가 있다. 그럼에도 불구하고, 그 이론은 빛 요소의 상대적 존재도에 대한 유일한 알려진 설명이며 대폭발이 20-30%의 헬륨을 훨씬 더 많이 혹은 더 적게 생성하도록 "조정"하는 것은 사실상 불가능하기 때문에, BBN이 예측한 존재도와의 일반적인 일관성은 대폭발에 대한 강력한 증거이다. 사실, 예를 들어 젊은 우주(즉, 항성 핵합성 산물이 없는 것으로 추정되는 물질을 연구하여 결정된 항성 형성 이전)가 중수소보다 헬륨이 더 많아야 하거나, 혹은 {\displaystyle {\ce {^3He/H}}}보다 더 많은 중수소가 있어야 하거나, 또한 일정한 비율이어야 한다는 것 역시 대폭발(빅뱅) 외에는 명백한 이유가 없다.:182-185

### 은하의 진화와 분포
은하와 퀘이사의 형태와 분포에 대한 자세한 관찰은 대폭발 이론의 현재 상태와 일치한다. 관측과 이론의 조합은 최초의 퀘이사와 은하가 대폭발(빅뱅) 이후 약 10억 년 후에 형성되었으며 그 이후로 은하단과 초은하단과 같은 더 큰 구조가 형성되었음을 시사한다.
별의 개체군은 노화와 진화를 거듭해 왔으며, 따라서 먼 은하(초기 우주에서의 것으로 관찰됨)는 가까운 은하(더 근래의 상태로 관찰됨)와 매우 다르게 보인다. 더욱이, 비교적 최근에 형성된 은하는 대폭발(빅뱅) 직후에 비슷한 거리에서 형성된 은하와 현저하게 다르게 나타난다. 이러한 관찰은 정상-4상태 모형에 반하는 강력한 주장이다. 별 형성, 은하와 퀘이사 분포, 더 큰 구조에 대한 관찰은 우주 구조 형성에 대한 대폭발 시뮬레이션과 잘 일치하며, 그 이론의 세부 사항을 완성하는 데 도움이 된다.

### 원시 가스 구름

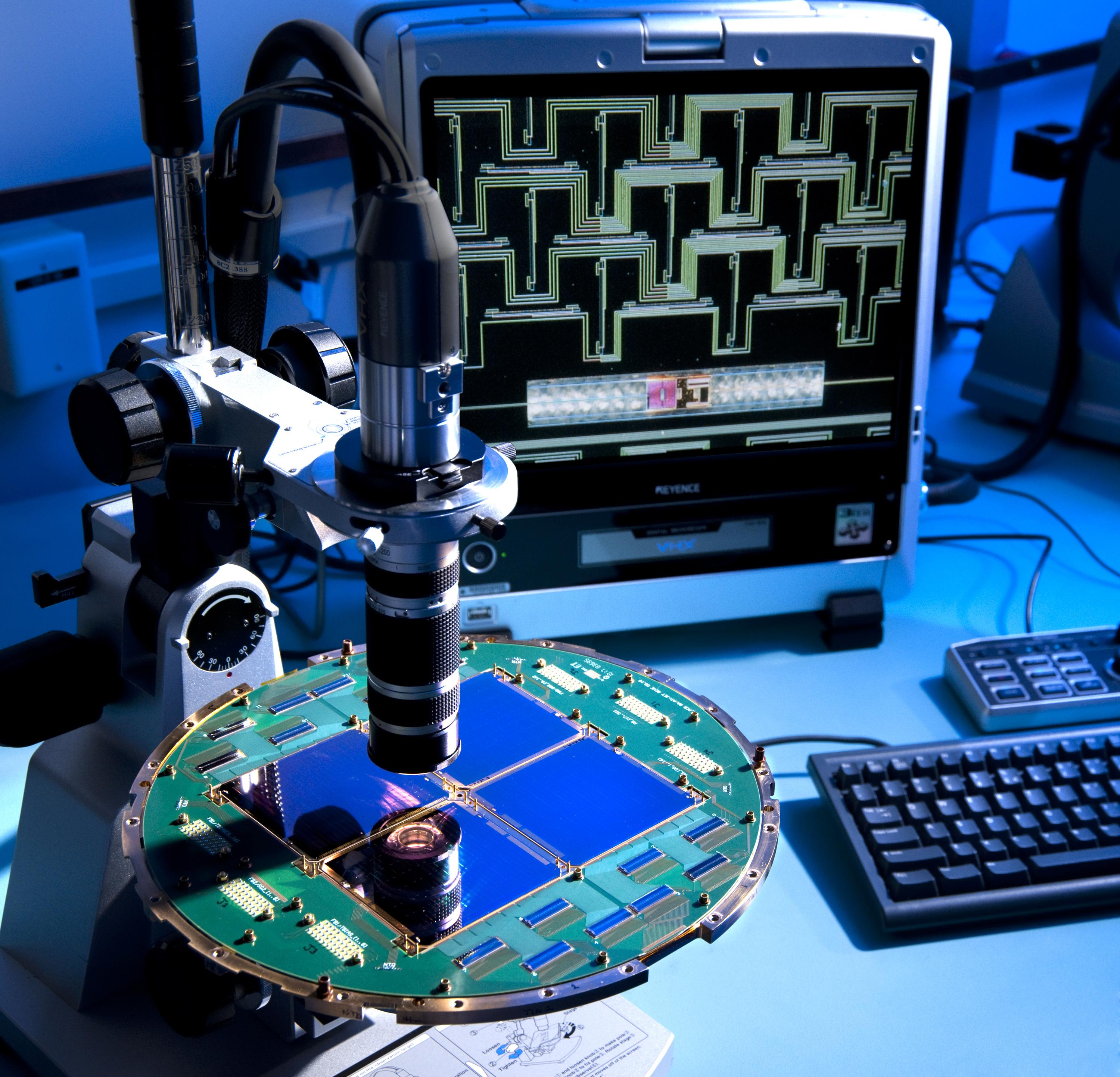
현미경으로 볼 수 있는 BICEP2 망원경의 초점면 - CMB에서 편광을 찾는 데 사용된다.

2011년에 천문학자들은 먼 퀘이사의 스펙트럼에서 흡수선을 분석하여 원시 가스의 깨끗한 구름이라고 추정되는 것을 발견했다. 이 발견 이전에 다른 모든 천체에는 별에서 형성되는 무거운 원소가 포함되어 있는 것으로 관찰되었다. 탄소, 산소 및 규소에 민감함에도 불구하고 이 세 가지 요소는 이 두 구름에서 감지되지 않았다. 그 가스 구름은 감지할 수 있는 수준의 중원소가 없기 때문에 대폭발(빅뱅) 후 처음 몇 분이 지나서 BBN 동안 형성되었을 가능성이 있다.

### 다른 증거 라인
허블 팽창과 CMB를 통해 추정된 우주의 나이는 구상성단에 대한 항성진화 이론과 개별 종족 II 별들의 방사능 연대 측정을 통해 측정된 가장 오래된 별의 나이를 사용한 다른 추정치와 잘 일치한다. 또한 Ia형 초신성을 이용한 팽창 및 우주 마이크로파 배경의 온도 변동 측정에 기초한 추정치와도 잘 일치한다. 이 연령의 독립 측정치의 합치도는 ΛCDM 모형을 지지한다. 왜냐하면 그 모형은 측정치의 일부를 연령 추정치와 연관시키는 데 사용되며 모든 추정치가 일치하기 때문이다. 그럼에도 불구하고, 상대적으로 초기 우주에서 온 천체들(특히 퀘이사 APM 08279+5255)에 대한 일부 관측은 이 천체들이 ΛCDM 모형에서 그렇게 초기에 형성될 충분한 시간을 가졌는지에 대한 우려를 제기한다.
과거에 CMB 온도가 더 높았을 것이라는 예측은 높은 적색편이에서 가스 구름의 매우 낮은 온도 흡수선을 관측함으로써 실험적으로 뒷받침되었다. 이 예측은 또한 은하단에서 수냐에프-젤도비치 효과의 진폭이 적색편이에 직접적으로 의존하지 않는다는 것을 암시한다. 관측 결과 이는 대체로 사실이지만, 이 효과는 우주 시간에 따라 변하는 성단의 특성에 따라 달라지기 때문에 정밀한 측정이 어렵다.

### 미래 관측
미래의 중력파 관측소(gravitational-wave observatory)는 대폭발(빅뱅) 후 1초 이내까지 극초기 우주의 유물인 원시 중력파를 탐지할 수 있을 것이다.

## 물리학의 문제 및 관련 문제
여느 이론과 마찬가지로, 대폭발(빅뱅) 이론의 발전의 결과로 많은 미스터리와 문제들이 발생했다. 이러한 미스터리와 문제들 중 일부는 풀린 반면 다른 것들은 여전히 미해결이다. 대폭발 모형의 일부 문제에 대한 제안된 해결책은 그들 자신의 새로운 미스터리를 드러냈다. 예를 들어 지평선 문제, 자기 홀극 문제, 편평도 문제는 급팽창 이론으로 가장 일반적으로 해결되지만, 급팽창 우주의 세부사항은 여전히 해결되지 않은 채로 남아있고 이론의 일부 창시자를 포함한 많은 이들이 반증되었다고 말한다.  다음은 우주론자와 천체물리학자들의 집중적인 조사를 받고 있는 대폭발 이론의 신비로운 측면들의 목록이다.

### 중입자 비대칭
우주에 반물질보다 물질이 더 많은 이유는 아직 이해되지 않는다. 일반적으로 우주가 젊고 매우 뜨거웠을 때 통계적 평형 상태에 있었고 동일한 수의 중입자와 반중입자가 포함되어 있다고 가정한다. 그러나 관측에 따르면 우주는 가장 멀리 떨어져 있는 부분을 포함하여 거의 전적으로 물질로 이루어져 있다. 비대칭을 설명하기 위해 중입자 생성이라고 불리는 과정이 가정되었다. 중입자 발생이 발생하려면 사하로프 조건(Sakharov conditions)이 충족되어야 한다. 이를 위해서는 중입자 수가 보존되지 않고 C-대칭 및 CP-대칭이 위반되고 우주가 열역학적 평형에서 벗어나야 한다. 이러한 모든 조건은 표준모형에서 발생하지만 그 효과는 현재의 중입자 비대칭을 설명할 만큼 강력하지 않다.

### 암흑 에너지
Ia형 초신성에 대한 적색편이-겉보기등급 관계를 측정한 결과, 우주가 현재 나이의 절반 정도였을 때부터 우주 팽창이 가속화되고 있음을 알 수 있었다. 이 가속도를 설명하기 위해 일반 상대성 이론은 우주 에너지의 대부분이 "암흑 에너지"라고 불리는 큰 음압을 가진 구성 요소로 구성되어야 한다고 요구한다.
암흑 에너지는 추측이지만 수많은 문제를 해결한다. 우주 마이크로파 배경의 측정은 우주가 거의 공간적으로 평평하다는 것을 나타내며, 따라서 일반 상대성이론에 따르면 우주는 질량/에너지의 임계 밀도(critical density)를 거의 정확하게 가져야 한다. 그러나 우주의 질량 밀도는 중력 군집화로 측정할 수 있으며 임계 밀도의 약 30%만 있는 것으로 밝혀졌다. 이론에 따르면 암흑 에너지는 일반적인 방식으로 군집되지 않기 때문에 "누락된" 에너지 밀도에 대한 최선의 설명이다. 암흑 에너지는 또한 우주의 전체 곡률에 대한 두 가지 기하학적 측정을 설명하는 데 도움이 되는데, 하나는 중력 렌즈의 주파수를 사용하고, 다른 하나는 우주 잣대(cosmic ruler)로 거대구조의 특징적인 패턴을 사용하는 것이다.
음압은 진공 에너지(vacuum energy)의 속성으로 믿어지고 있지만, 암흑 에너지의 정확한 성질과 존재는 대폭발의 위대한 미스터리 중 하나로 남아 있다. 2008년 WMAP 팀의 결과는 73%의 암흑 에너지, 23%의 암흑 물질, 4.6%의 일반 물질 및 1% 미만의 중성미자로 구성된 우주에 관한 것이다. 이론에 따르면 물질의 에너지 밀도는 우주가 팽창함에 따라 감소하지만 암흑 에너지 밀도는 우주가 팽창함에 따라 일정하게(또는 거의 비슷하게) 유지된다. 따라서 물질은 과거에 오늘날보다 우주 전체 에너지의 더 많은 부분을 차지했지만, 그러나 암흑 에너지가 심지어 더 우세해지면서 먼 미래에는 물질이 차지하는 비중은 줄어들 것이다.
우주의 암흑 에너지 성분은 이론가들에 의해 아인슈타인의 우주 상수를 비롯한 다양한 경쟁 이론을 사용하여 설명되었을 뿐아니라, 더 이국적인 형태의 퀸테센스(quintessence) 또는 기타 수정된 중력안들로 확장되었다. 때때로 "물리학에서 가장 당혹스러운 문제"라고 불리는 우주 상수 문제(cosmological constant problem)는 측정된 암흑 에너지의 에너지 밀도와 플랑크 단위에서 순수하게 예측된 것 사이의 명백한 불일치에서 비롯된다.

### 암흑 물질

원그래프는 우주의 다양한 구성 요소의 비율을 보여준다 - 약 95%는 암흑 물질과 암흑 에너지이다.

1970년대와 1980년대에 다양한 관측에 따르면 우주에는 은하 내부와 은하 사이의 중력의 겉보기 강도를 설명할 수 있는 가시 물질이 충분하지 않다는 것이 밝혀졌다. 이것은 우주 물질의 최대 90%가 빛을 방출하지 않거나 정상적인 중입자 물질과 상호 작용하지 않는 암흑 물질이라는 생각으로 이어졌다. 또한 우주가 대부분 정상 물질이라는 가정은 관측과 크게 일치하지 않는 예측으로 이어졌다. 특히, 오늘날 우주는 암흑 물질 없이 설명할 수 있는 것보다 훨씬 더 덩어리지고(lumpy) 훨씬 적은 양의 중수소를 포함하고 있다. 암흑 물질은 항상 논란의 여지가 있어 왔지만 CMB의 비등방성, 은하단 속도 분산, 거대구조 분포, 중력 렌즈 연구 및  은하단의 엑스선 측정 등 다양한 관찰 결과들에 의해 추론된다.
암흑 물질에 대한 간접적인 증거는 실험실에서 암흑 물질 입자가 관찰되지 않았기 때문에 다른 물질에 대한 중력의 영향에서 비롯된다. 암흑물질에 대한 많은 입자 물리학 후보가 제안되었으며 이를 직접 탐지하기 위한 여러 프로젝트가 진행 중이다.
또한, 왜소은하 문제와 쿠스피 헤일로 문제를 포함하여 현재 선호되는 차가운 암흑 물질 모형과 관련된 눈에 띄는 문제가 있다. 많은 양의 미검출 물질을 필요로 하지 않고 대신 뉴턴과 아인슈타인이 설정한 중력 법칙을 수정하는 대안 이론이 제안되었다. 그러나 현존하는 모든 관측을 설명하는 데 있어 차가운 암흑물질 제안만큼 성공적인 대안 이론은 없다.

### 지평선 문제
지평선 문제는 정보가 빛보다 빠르게 이동할 수 없다는 전제에서 비롯된다. 유한한 시대의 우주에서 이것은 인과적 접촉에 있는 공간의 두 영역의  분리에 대한 한계-입자 지평선-를 설정한다. CMB의 관측된 등방성은 이와 관련하여 문제가 있으니: 만일 우주가 마지막 산란의 시대까지 항상 복사 또는 물질에 의해 지배되었다면 그 당시의 입자 지평선은 하늘에서 약 2도에 해당할 것이다. 그러면 더 넓은 지역이 동일한 온도를 갖도록 하는 메커니즘이 없을 것이다.:191–202
이 명백한 불일치에 대한 해결책은 균질하고 등방성인 스칼라 에너지장이 아주 초기(압력 생성 이전)에 우주를 지배한다는 급팽창 이론에 의해 제공된다. 급팽창하는 동안 우주는 지수적(exponential) 팽창을 겪으며, 입자 지평선은 이전에 가정한 것보다 훨씬 더 빠르게 확장되어 현재 관측 가능한 우주의 반대쪽에 있는 영역이 서로의 입자 지평선 안쪽에 있다. CMB의 관찰된 등방성은 급팽창이 시작되기 전에 이 더 큰 영역이 인과 관계에 있었다는 사실에서 비롯된다.:180–186
하이젠베르크의 불확정성 원리는 급팽창 단계에서 양자 열적 요동이 있을 것이며, 이는 우주 규모로 확대될 것이라고 예측한다. 이러한 요동은 우주의 모든 현재 구조의 씨앗이 되었다.:207 급팽창은 원시 요동이 CMB 측정으로 정확하게 확인된 거의 축척 불변(scale invariance)이고  정규 분포라고 예측한다.:sec 6
급팽창이 발생하면 지수적인 팽창은 우리의 관측 가능한 지평선을 훨씬 넘어서는 넓은 공간을 밀어낼 것이다.:180–186
고전적인 지평선 문제와 관련된 문제는 대부분의 표준 우주 급팽창 모델에서는, 급팽창이 전기약 대칭 붕괴가 일어나기 전에 멈추기 때문에, 관측 가능한 우주의 먼 부분은 전기약 시대(electroweak epoch)가 끝났을 때 인과적으로 분리되어 있었으므로, 급팽창은 전기약 진공(electroweak vacuum)에서 거대 규모 불연속성을 막을 수 없어야 한다.

### 자기 홀극
자기 홀극 반대는 1970년대 후반에 제기되었다. 대통일 이론(GUTs)은 우주의 위상학적 결함(topological defect)이 자기 홀극으로 나타날 것이라고 예측했다. 이 물체들은 뜨거운 초기 우주에서 효율적으로 생성될 수 있으며, 홀극이 발견되지 않았으므로, 관측 결과와 일치하는 밀도보다 훨씬 더 높은 밀도를 나타낸다. 이 문제는 기하학을 평탄하게 만드는 것과 같은 방식으로 관측 가능한 우주로부터 모든 점 결함들을 제거하는 우주 급팽창에 의해 해결된다.

### 편평도 문제

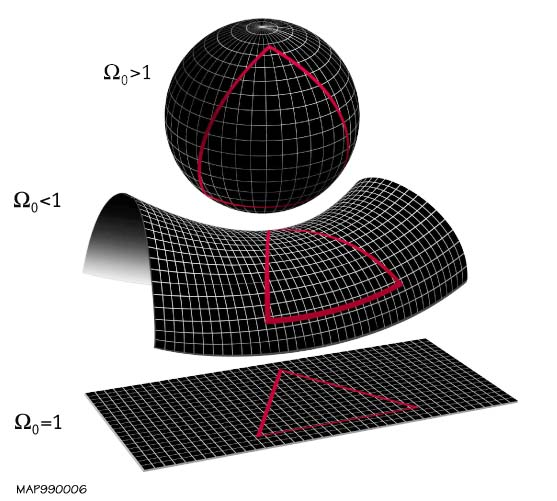
우주의 전체적 기하학은 우주론적 밀도 매개변수 Ω가 1보다 작거나 같거나 큰지에 따라 결정된다. 위에서 아래로 표시된 것은 양의 곡률을 가진 닫힌 우주, 음의 곡률을 가진 쌍곡 우주 및 곡률 0인 평평한 우주이다.

편평도 문제(노후성(oldness) 문제라고도 함)는 FLRW와 관련된 관측 문제이다. 우주는 총 에너지 밀도에 따라 공간 곡률이 양수, 음수 또는 0일 수 있다. 밀도가 임계 밀도보다 작으면 곡률은 음수; 크면 양수; 그리고 임계 밀도에서는 0이며, 이 경우 공간이 평평하다고 말한다. 관측은 우주가 평평한 사실과 일치함을 가리킨다.
문제는 임계 밀도에서 작은 벗어남이 시간이 지나면서 커지지만 여전히 오늘날 우주는 평평함에 매우 가깝다는 것이다. 평평함에서 벗어나는 자연적인 시간 척도가 플랑크 시간, 10-43초일 수 있다는 점을 감안할 때, 우주가 수십억 년 후에 열죽음이나 대함몰에 도달하지 않았다는 사실은 설명이 필요하다. 예를 들어, 몇 분이라는 비교적 늦은 나이(핵합성의 시간)에도 우주의 밀도는 임계값의 1014분의 1내에 있어야 하며 그렇지 않으면 오늘날과 같이 존재하지 않을 것이다.

## 오해
대폭발 모형에 대한 일반적인 오해 중 하나는 그것이 우주의 기원을 완전히 설명한다는 것이다. 그러나 대폭발 모형은 에너지, 시간, 공간이 어떻게 발생했는지를 설명하는 것이 아니라 초밀도 및 고온의 초기 상태에서 현재 우주의 출현을 설명한다. 대폭발의 크기를 일상적인 물체와 비교하여 대폭발을 시각화하는 것은 오해의 소지가 있다. 대폭발 당시 우주의 크기는 우주 전체가 아니라 관측 가능한 우주의 크기를 의미한다.
허블-르메트르 법칙은 허블 거리 너머에 있는 은하는 빛의 속도보다 빠르게 후퇴한다고 예측한다. 그러나 특수 상대성이론은 공간을 통한 운동을 넘어서는 적용되지 않는다. 허블-르메트르 법칙은 공간을 '통해서' 보다는 공간의 팽창으로 인한 속도를 설명한다.
천문학자들은 종종 우주론적 적색편이를 오해로 이어질 수 있는 도플러 편이라고 부른다. 유사하기는 하지만, 우주론적 적색편이는 고전적으로 유도된 도플러 적색편이와 동일하지 않다. 왜냐하면 도플러 적색편이의 대부분의 기본적 유도는 공간 확장을 수용하지 않기 때문이다. 우주론적 적색편이의 정확한 유도는 일반 상대성 이론의 사용을 필요로 하며, 더 단순한 도플러 효과 논증을 사용한 처리는 가까운 은하에 대해 거의 동일한 결과를 제공하지만, 가장 단순한 도플러 적색편이 처리에 근거해서 더 먼 은하의 적색편이를 해석하면 혼동을 일으킬 수 있다.

## 암시
현재의 이해를 바탕으로 우주의 미래에 대한 과학적 외삽은 우주의 현재 나이보다 훨씬 더 긴 기간이지만 유한한 기간 동안만 가능하다. 그 이상은 점점 더 추측이 된다. 마찬가지로 현재 우주의 기원에 대한 올바른 이해는 추측에 불과하다.

### 대폭발(빅뱅)-이전 우주론
대폭발(빅뱅)은 인류의 능력을 훨씬 뛰어넘는 시작 밀도와 온도로부터 우주의 진화를 설명하므로 가장 극한의 조건과 초기 시간에 대한 외삽은 필연적으로 더 추측적이다. 르메트르는 이 초기 상태를 "원시 원자"라고 불렀고 가모프는 물질을 "일렘(ylem)"이라고 불렀다. 우주의 초기 상태가 어떻게 시작되었는지는 여전히 미해결 문제이지만 대폭발 모형은 일부 특성을 제한한다. 예를 들어, 특정한 자연 법칙은 무작위로 존재할 가능성이 가장 높지만 급팽창 모형에서 알 수 있듯이 이들의 일부 조합은 훨씬 가능성이 높다. 위상학적으로 평평한 우주는 중력 퍼텐셜 에너지(gravitational energy)와 다른 에너지 형태들 사이의 균형을 의미하므로 추가 에너지를 생성할 필요가 없다.
고전적 일반 상대성이론을 기반으로 한 대폭발(빅뱅) 이론은 우주시간의 기원에 특이점을 가리키며, 이러한 무한한 에너지 밀도는 물리적으로 불가능할 수 있다. 그러나 현재 실현되고 있는 일반 상대성이론과 양자역학의 물리 이론은 플랑크 시대 이전에는 적용할 수 없으며 이를 바로잡기 위해서는 양자 중력에 대한 올바른 처리의 개발이 필요하다. 휠러-디윗 방정식과 같은 특정 양자 중력 처리는 시간 자체가 창발적 속성(emergent property)이 될 수 있음을 암시한다. 따라서 물리학은 대폭발 이전에는 시간이 존재하지 않았다고 결론지을 수 있다.
초기 우주의 뜨겁고 조밀한 상태에 선행할 수 있었던 것이 무엇인지, 그것이 어떻게 그리고 왜 발생했는지, 심지어 그러한 질문이 합리적인지 여부는 알려지지 않았지만 "우주기원론(cosmogony)"이라는 주제에 대한 추측은 무성하다.
이와 관련하여 검증되지 않은 가설을 수반하는 몇 가지 추측적 제안들은:
- 대폭발(빅뱅)이 양자 요동에 의해 발생했다는 가장 단순한 모형들. 그 시나리오는 일어날 가능성이 거의 없었지만 전체주의 원리(totalitarian principle)에 따르면 가장 있을 법하지 않은 사건조차도 결국에는 일어날 것이다. 그것은 대폭발 이전에 지각된 시간이 없었기 때문에 우리의 관점에서는 즉시 일어났다.[144][145][146][147]
- 하틀-호킹 무경계 조건을 포함하여 시공간 전체가 유한한 모형들. 이러한 경우 대폭발(빅뱅)은 시간의 한계를 나타내지만 특이점은 없다.[148] 그러한 경우 우주는 자족적이다.[149]
- 팽창이 끈 이론에서 막(brane)들의 움직임으로 인한 것이라는 막 우주론(brane cosmology) 모형; 대폭발-이전 모형; 대폭발이 막들 사이의 충돌의 결과인 에크파이로틱 모형; 충돌이 주기적으로 발생하는 에크파이로틱 모델의 변형인 순환 모형(cyclic model). 후자의 모형에서 대폭발(빅뱅)은 빅 크런치에 의해 선행되었고 우주는 한 프로세스에서 다른 프로세스로 순환한다.[150][151][152][153]
- 보편적인 급팽창이 지역적으로 무작위 방식으로 여기 저기에서 끝나는 영원한 급팽창(eternal inflation), 각 끝점은 자체 대폭발(빅뱅)에서 팽창하는 '거품 우주'로 이어진다.[154][155]

마지막 두 범주의 제안은 대폭발을 훨씬 더 크고 더 오래된 우주(older universe) 또는 다중 우주에서 일어나는 사건으로 본다.

### 우주의 종말
암흑 에너지를 관측하기 전에 우주론자들은 우주의 미래에 대한 두 가지 시나리오를 고려했다. 우주의 질량 밀도가 임계 밀도보다 크면 우주는 최대 크기에 도달한 다음 붕괴되기 시작한다. 그것은 다시 밀도가 높아지고 뜨거워지며, 시작되었을 때와 비슷한 상태인 대함몰로 끝나게 된다.
또는 우주의 밀도가 임계 밀도 이하인 경우 팽창이 느려지지만 결코 멈추지 않을 것이다. 별 형성은 각 은하에서 성간 가스를 소모하면서 멈출 것이다. 별은 타서 백색 왜성, 중성자 별 및 블랙홀을 남긴다. 이들 사이의 충돌은 질량이 점점 더 큰 블랙홀로 축적되는 결과를 낳는다. 우주의 평균 온도는 아주 점차적으로 절대 영도-빅 프리즈(Big Freeze)에 점근적으로 접근할 것이다.  또한 만약 양성자가 불안정하면, 중입자 물질이 사라지고 방사선과 블랙홀만 남게 된다. 결국 블랙홀은 호킹 복사를 방출하여 증발한다. 우주의 엔트로피는 열죽음이라고 알려진 시나리오인 어떠한 조직화된 형태의 에너지도 추출할 수 없을 정도로 증가할 것이다.
가속 팽창에 대한 현대의 관찰은 현재 보이는 우주의 점점 더 많은 부분이 우리의 사건 지평선을 넘어 우리와 접촉하지 않게 될 것임을 암시한다. 최종 결과는 알 수 없다. 우주의 ΛCDM 모형은 우주 상수의 형태로 암흑 에너지를 포함한다. 이 이론은 은하계와 같이 중력에 의해 결합된 시스템만이 함께 남아 있을 것이며 우주가 팽창하고 냉각됨에 따라 그들 역시 열죽음의 대상이 될 것을 시사한다. 팬텀 에너지(phantom energy) 이론이라고 하는 암흑 에너지에 대한 다른 설명은 궁극적으로 은하단, 별, 행성, 원자, 핵 및 물질 자체가 이른바 빅 립(Big Rip) 속에서 계속 증가하는 팽창에 의해 산산조각날 것임을 시사한다.

### 종교 및 철학적 해석
우주의 기원에 대한 설명으로서, 대폭발(빅뱅) 이론은 종교와 철학에 중요한 영향을 미친다. 그 결과, 그것은 과학과 종교 사이의 담론에서 가장 활발한 영역 중 하나가 되었다. 어떤 이들은 대폭발이 창조자를 암시한다고 믿는 반면, 다른 이들은 대폭발 우주론이 창조자의 개념을 불필요하게 만든다고 주장한다.

## 같이 보기
- 인류 원리 – 철학적 원리
- 빅 바운스 – 알려진 우주의 기원에 대한 가설적 우주 모형
- 대함몰 – 우주의 궁극적인 운명에 대한 이론적 시나리오
- 차가운 대폭발(Cold Big Bang) – 우주의 시작 부분에서 절대 영도 온도의 지정
- 우주 달력(Cosmic Calendar) – 우주의 연대를 시각화하는 방법
- 우주기원론 - 우주의 기원에 관한 과학의 한 분야 또는 이론
- 《유레카: 산문시(Eureka: A Prose Poem)》 – 미국 작가 에드거 앨런 포의 장편 논픽션 작품, 대폭발의 추측
- 팽창하는 우주의 미래 – 우주의 팽창이 영원히 계속될 수도 있고 수축하기 시작하는 지점에 도달할 수도 있다고 가정하는 미래 시나리오.
- 우주의 열죽음 – 우주의 가능한 "운명".. 빅 칠(Big Chill)과 빅 프리즈(Big Freeze)라고도 알려짐
- 우주의 모양 – 우주의 국지적 및 전역적 기하학
- 정상우주론 – 우주의 진화 모형, 대폭발 우주론을 부정하고 우주가 항상 존재한다고 가정했던 신뢰할 수 없는 이론.

### 내용주
1. ↑  일반 상대성이론에 대한 추가 정보와 참고 자료는 일반 상대성이론의 테스트(tests of general relativity)에 나와 있다.
2. ↑  대폭발 단계가 얼마나 오래 지속되었는지에 대한 합의는 없다. 일부 작가들에게 이것은 초기 특이점만을 나타내고, 다른 작가들에게는 우주의 전체 역사를 나타낸다. 일반적으로 적어도 처음 몇 분(헬륨이 합성되는 동안)은 "대폭발 동안" 발생한다고 한다.
3. ↑  호일은 이것을 경멸적으로 의도한 것으로 일반적으로 보고된다. 그러나 호일은 나중에 라디오 청취자에게 두 이론의 차이점을 강조하기 위한 인상적인 이미지일 뿐이라며 이를 부인했다.
4. ↑  엄밀히, 우주 상수 형태의 암흑 에너지는 우주를 평평한 상태로 몰아가는데; 그러나 암흑 에너지 밀도가 상당해지기 전까지 우리 우주는 수십억 년 동안 거의 평평하게 유지되었다.

### 참조주
1. 1 2 3 4 5  Bridge, Mark (Director) (30 July 2014). First Second of the Big Bang. How The Universe Works. Silver Spring, MD. Science Channel.
2. ↑  Silk 2009, p. 208.
3. ↑  Singh 2004, p. 560. Book limited to 532 pages. Correct source page requested.
4. ↑  NASA/WMAP Science Team (6 June 2011). "Cosmology: The Study of the Universe". Universe 101: Big Bang Theory. Washington, D.C.: NASA. Archived from the original on 29 June 2011. Retrieved 18 December 2019. "두 번째 섹션에서는 대폭발(빅뱅) 이론을 우리 우주에 대한 가장 타당하고 정확한 설명으로 강력하게 만드는 고전적인 테스트에 대해 논의한다."
5. 1 2  Chow 2008, p. 211
6. ↑  Partridge 1995, p. xvii
7. ↑  Kragh 1996, p. 319: "동시에 관찰은 상대론적 빅뱅 이론에 확실히 유리하게 균형을 기울였다, ..."
8. ↑  "Planck reveals an almost perfect universe". Max-Planck-Gesellschaft. 21 March 2013.
9. 1 2 3 4 5   Peebles, P. J. E.; Ratra, Bharat (22 April 2003). "The cosmological constant and dark energy". Reviews of Modern Physics. 75 (2): 559–606. arXiv:astro-ph/0207347.
10. ↑  Wright, Edward L. (24 May 2013). "Frequently Asked Questions in Cosmology: What is the evidence for the Big Bang?". Ned Wright's Cosmology Tutorial. Los Angeles: Division of Astronomy & Astrophysics, University of California, Los Angeles.
11. ↑  Francis, Charles (2018). Light after Dark I: Structures of the Sky. Troubador Publishing Ltd. p. 199.
12. ↑  Ivanchik, Alexandre V.; Potekhin, Alexander Y.; Varshalovich, Dmitry A. (March 1999). "The fine-structure constant: a new observational limit on its cosmological variation and some theoretical consequences". Astronomy & Astrophysics. 343 (2): 439–445. arXiv:astro-ph/9810166.
13. ↑  Turyshev, Slava G. (November 2008). "Experimental Tests of General Relativity". Annual Review of Nuclear and Particle Science. 58 (1): 207–248. arXiv:0806.1731.
14. ↑  Ishak, Mustapha (December 2019). "Testing general relativity in cosmology". Living Reviews in Relativity. 22 (1): 204.
15. ↑  Goodman, Jeremy (15 August 1995). "Geocentrism reexamined" (PDF). Physical Review D. 52 (4): 1821–1827.
16. ↑  d'Inverno 1992, chpt. 23
17. 1 2 3 4 5  Davis, Tamara M.; Lineweaver, Charles H. (31 March 2004). "Expanding Confusion: Common Misconceptions of Cosmological Horizons and the Superluminal Expansion of the Universe". Publications of the Astronomical Society of Australia. 21 (1): 97–109. arXiv:astro-ph/0310808.
18. 1 2 3  Kolb & Turner 1988, chpt. 3
19. ↑  Enqvist, K.; Sirkka, J. (September 1993). "Chemical equilibrium in QCD gas in the early universe". Physics Letters B. 314 (3–4): 298–302. arXiv:hep-ph/9304273.
20. 1 2  Hawking & Ellis 1973
21. ↑  Roos 2012, p. 216: "This singularity is termed the Big Bang."
22. ↑  Drees 1990, pp. 223–224.
23. 1 2  Planck Collaboration (October 2016). "Planck 2015 results. XIII. Cosmological parameters". Astronomy & Astrophysics. 594: Article A13. arXiv:1502.01589.
24. ↑  Musser, George (22 September 2003). "Why didn't all this matter immediately collapse into a black hole?". Scientific American.
25. 1 2  Unruh, W.G.; Semenoff, G.W., eds. (1988). The early universe. Reidel
26. ↑  Hawley, John F.; Holcomb, Katherine A. (7 July 2005). Foundations of Modern Cosmology. OUP Oxford. p. 355.
27. ↑  "Brief History of the Universe". www.astro.ucla.edu. Retrieved 28 April 2020.
28. 1 2 3  Guth 1998
29. 1 2  "Big Bang models back to Planck time". hyperphysics.phy-astr.gsu.edu. Retrieved 28 April 2020.
30. ↑  Schewe, Phillip F.; Stein, Ben P. (20 April 2005). "An Ocean of Quarks". Physics News Update. Vol. 728 no. 1.
31. ↑  Høg, Erik (2014). "Astrosociology: Interviews about an infinite universe". Asian Journal of Physics.
32. 1 2  Kolb & Turner 1988, chpt. 6
33. ↑  Kolb & Turner 1988, chpt. 7
34. ↑  Weenink, Jan (26 February 2009). "Baryogenesis" (PDF). Tomislav Prokopec.
35. 1 2 3  Kolb & Turner 1988, chpt. 4
36. 1 2  Peacock 1999, chpt. 9
37. ↑  Clavin, Whitney; Jenkins, Ann; Villard, Ray (7 January 2014). "NASA's Hubble and Spitzer Team up to Probe Faraway Galaxies". Jet Propulsion Laboratory. Washington, D.C.: NASA.
38. 1 2  Spergel, David N.; Verde, Licia; Peiris, Hiranya V.; et al. (September 2003). "First-Year Wilkinson Microwave Anisotropy Probe (WMAP) Observations: Determination of Cosmological Parameters". The Astrophysical Journal Supplement Series. 148 (1): 175–194. arXiv:astro-ph/0302209.
39. 1 2 3 4  Jarosik, Norman; Bennett, Charles L.; Dunkley, Jo; et al. (February 2011). "Seven-Year Wilkinson Microwave Anisotropy Probe (WMAP) Observations: Sky Maps, Systematic Errors, and Basic Results" (PDF). The Astrophysical Journal Supplement Series. 192 (2): Article 14.
40. ↑  Overbye, Dennis (15 April 2020). "Why The Big Bang Produced Something Rather Than Nothing - How did matter gain the edge over antimatter in the early universe? Maybe, just maybe, neutrinos". The New York Times.
41. ↑  Manly 2011, chpt. 7: "The Ultimate Free Lunch"
42. ↑  "'Big bang' astronomer dies". Sci/Tech. BBC News. London: BBC. 22 August 2001.
43. ↑  "Hoyle on the Radio: Creating the 'Big Bang'". Fred Hoyle: An Online Exhibition. Cambridge, UK: St John's College.
44. 1 2 3 4 5 6 7  Kragh, Helge (April 2013). "Big Bang: the etymology of a name". Astronomy & Geophysics. 54 (2): 2.28–2.30.
45. ↑  Mattson, Barbara (Project Leader) (8 December 2017). "Hoyle Scoffs at 'Big Bang' Universe Theory". Cosmic Times (hosted by Imagine the Universe!). Greenbelt, MD: NASA: High Energy Astrophysics Science Archive Research Center.
46. 1 2  Mathew, Santhosh (2013). Essays on the Frontiers of Modern Astrophysics and Cosmology. Springer Science & Business Media. p. 13.
47. ↑    - Ferris, Timothy (1998). The Whole Shebang: A State of the Universe Report. Simon and Schuster. p. 323n10. * Gaither, Carl C.; Cavazos-Gaither, Alma E. (2012). Gaither's Dictionary of Scientific Quotations (2nd ed.). Springer Science & Business Media. (quoting Ferris)
48. 1 2  티모시 페리스Timothy Ferris는 다음과 같이 썼다: "빅뱅"이라는 용어는 프레드 호일에 의해 조롱의 의도로 만들어졌으며, 그 인내력은 프레드 경의 창의력과 재치를 증명한다. 실제로, 이 용어는 텔레비전 과학 기자 휴 다운스Hugh Downs, 천문학자 칼 세이건, 그리고 저 자신인 세 명의 심사위원들이 41개국에서 13,099개의 출품작을 심사하여 그 어느 것도 그것을 대체할 만큼 적합하지 않다고 결론 내린 국제 현상에서 살아남았다. 어떤 승자도 선언되지 않았고, 좋든 싫든, 우리는 "빅뱅"에 갇혀 있다."[47]
49. ↑  Croswell 1995, chapter 9, page 113
50. 1 2  Mitton 2011, p. 129: "To create a picture in the mind of the listener, Hoyle had likened the explosive theory of the universe's origin to a 'big bang'."
51. ↑  Kragh, Helge (2014). Masters of the Universe: Conversations with Cosmologists of the Past. Oxford University Press. p. 210n30.
52. ↑  Hoyle은 다음과 같이 말했다: "나는 시각적 이미지를 얻기 위해 시각 보조 도구가 없고 음성 외에는 아무것도 없는 라디오를 통해 끊임없이 노력했다. 그리고 그것은 정상 상태와 폭발적인 빅뱅을 구별하는 한 가지 방법인 것 같았다. 그리고 그래서 그것이 내가 사용하는 언어였다."[44][51]
53. ↑  Kaler, James B. (2013). The Little Book of Stars. Springer Science & Business Media. p. 3.
54. ↑  Emam, Moataz (2021). Covariant Physics: From Classical Mechanics to General Relativity and Beyond. Oxford University Press. p. 208n46. "빅뱅"이라는 용어는 불행하게도 잘못된 이름이다. 이는 "폭발"을 의미하며 폭발은 공간 에서 발생하는 사건이다. 이것은 잘못된 것이다; 이 용어는 공간 팽창 자체의 첫 순간을 설명한다. 어떤 사람들은 그것을 "무"에서 진화한 우주의 맨 처음으로 해석하기도 한다. 그것이 무엇인지 정확히 상상하기는 어렵지만, 폭발이 아니었음이 가장 확실하다."
55. ↑  Moskowitz, Clara (2010). "Was the Big Bang Really an Explosion?". livescience.com.
56. ↑  Moskowitz, Clara (25 September 2012). "Hubble Telescope Reveals Farthest View Into Universe Ever". Space.com. New York: Future plc.
57. ↑  Slipher, Vesto M. (1913). "The Radial Velocity of the Andromeda Nebula". Lowell Observatory Bulletin. 1: 56–57.
58. ↑  Slipher, Vesto M. (January 1915). "Spectrographic Observations of Nebulae". Popular Astronomy. 23: 21–24.
59. ↑  Friedman, Alexander (December 1922). "Über die Krümmung des Raumes". Zeitschrift für Physik (in German). 10 (1): 377–386. Translated in: Friedmann, Alexander (December 1999). "On the Curvature of Space". General Relativity and Gravitation. 31 (12): 1991–2000.
60. 1 2 3  Hubble, Edwin (15 March 1929). "A Relation Between Distance and Radial Velocity Among Extra-Galactic Nebulae". Proceedings of the National Academy of Sciences. 15 (3): 168–173.
61. ↑  Christianson 1995
62. ↑  Lemaître, Georges (April 1927). "Un Univers homogène de masse constante et de rayon croissant rendant compte de la vitesse radiale des nébuleuses extra-galactiques". Annales de la Société scientifique de Bruxelles (in French). 47: 49–59. Translated in: Lemaître, Georges (March 1931). "A Homogeneous Universe of Constant Mass and Increasing Radius accounting for the Radial Velocity of Extra-galactic Nebulæ". Monthly Notices of the Royal Astronomical Society. 91 (5): 483–490.
63. ↑  Lemaître, Abbé Georges (24 October 1931). "Contributions to a British Association Discussion on the Evolution of the Universe". Nature. 128 (3234): 704–706.
64. ↑  Kragh 1996
65. ↑  "Big bang theory is introduced – 1927". A Science Odyssey. Boston, MA: WGBH Boston. 1998.
66. ↑  Eddington, Arthur S. (21 March 1931). "The End of the World: from the Standpoint of Mathematical Physics". Nature. 127 (3203): 447–453.
67. ↑  Appolloni, Simon (17 June 2011). "'Repugnant', 'Not Repugnant at All': How the Respective Epistemic Attitudes of Georges Lemaitre and Sir Arthur Eddington Influenced How Each Approached the Idea of a Beginning of the Universe". IBSU Scientific Journal. 5 (1): 19–44.
68. ↑  Lemaître, Georges (9 May 1931). "The Beginning of the World from the Point of View of Quantum Theory". Nature. 127 (3210): 706.
69. ↑  Milne 1935
70. ↑  Tolman 1934
71. ↑  Zwicky, Fritz (15 October 1929). "On the Red Shift of Spectral Lines through Interstellar Space". Proceedings of the National Academy of Sciences. 15 (10): 773–779.
72. ↑  Hoyle, Fred (October 1948). "A New Model for the Expanding Universe". Monthly Notices of the Royal Astronomical Society. 108 (5): 372–382.
73. ↑  Alpher, Ralph A.; Bethe, Hans; Gamow, George (1 April 1948). "The Origin of Chemical Elements". Physical Review. 73 (7): 803–804.
74. ↑  Alpher, Ralph A.; Herman, Robert (13 November 1948). "Evolution of the Universe". Nature. 162 (4124): 774–775.
75. 1 2  Penzias, Arno A.; Wilson, R. W. (July 1965). "A Measurement of Excess Antenna Temperature at 4080 Mc/s". The Astrophysical Journal. 142: 419–421.
76. ↑  Hawking, Stephen W.; Ellis, George F. R. (April 1968). "The Cosmic Black-Body Radiation and the Existence of Singularities in our Universe". The Astrophysical Journal. 152: 25.y
77. ↑  Hawking, Stephen W.; Penrose, Roger (27 January 1970). "The Singularities of Gravitational Collapse and Cosmology". Proceedings of the Royal Society A: Mathematical, Physical and Engineering Sciences. 314 (1519): 529–548.
78. ↑  Guth, Alan (15 January 1981). "Inflationary universe: A possible solution to the horizon and flatness problems". Physical Review D. 23 (2): 347–356.
79. ↑  Huchra, John P. (2008). "The Hubble Constant". Science. 256 (5055): 321–5.
80. ↑  Livio 2000, p. 160
81. ↑  Navabi, Ali Akbar; Riazi, Nematollah (March 2003). "Is the Age Problem Resolved?". Journal of Astrophysics and Astronomy. 24 (1–2): 3–10.
82. 1 2  Boggess, Nancy W.; Mather, John C.; Weiss, Rainer; et al. (1 October 1992). "The COBE Mission: Its Design and Performance Two Years after the launch". The Astrophysical Journal. 397: 420–429. Bibcode:1992ApJ...397..420B.
83. 1 2 3  Spergel, David N.; Bean, Rachel; Doré, Olivier; et al. (June 2007). "Three-Year Wilkinson Microwave Anisotropy Probe (WMAP) Observations: Implications for Cosmology". The Astrophysical Journal Supplement Series. 170 (2): 377–408.
84. ↑  Reiss, Adam G.; Filippenko, Alexei V.; Challis, Peter; Clocchiatti, Alejandro; Diercks, Alan; Garnavich, Peter M.; Gilliland, Ron L.; Hogan, Craig J.; Jha, Saurabh; Kirshner, Robert P.; Leibundgut, B.; Phillips, M. M.; Reiss, David; Schmidt, Brian P.; Schommer, Robert A.; Smith, R. Chris; Spyromilio, J.; Stubbs, Christopher; Suntzeff, Nicholas B.; Tonry, John (1998). "Observational Evidence from Supernovae for an Accelerating Universe and a Cosmological Constant". The Astronomical Journal. 116 (3): 1009–1038.
85. ↑  Perlmutter, S.; Aldering, G.; Goldhaber, G.; Knop, R.A.; Nugent, P.; Castro, P.G.; Deustua, S.; Fabbro, S.; Goobar, A.; Groom, D.E.; Hook, I.M.; Kim, A.G.; Kim, M.Y.; Lee, J.C.; Nunes, N.J.; Pain, R.; Pennypacker, C.R.; Quimby, R.; Lidman, C.; Ellis, R.S.; Irwin, M.; McMahon, R.G.; Ruiz-Lapuente, P.; Walton, N.; Schaefer, B.; Boyle, B.J.; Filippenko, A.V.; Matheson, T.; Fruchter, A.S.; Panagia, N.; Newberg, H.J.M.; Couch, W.J. (1999). "Measurements of Omega and Lambda from 42 High-Redshift Supernovae". The Astrophysical Journal. 517 (2): 565–586. arXiv:astro-ph/9812133.
86. ↑  Krauss 2012, p. 118
87. ↑  Gladders, Michael D.; Yee, H. K. C.; Majumdar, Subhabrata; et al. (20 January 2007). "Cosmological Constraints from the Red-Sequence Cluster Survey". The Astrophysical Journal. 655 (1): 128–134. arXiv:astro-ph/0603588.
88. ↑  Shellard, Paul; et al., eds. (2012). "The Four Pillars of the Standard Cosmology". Outreach. Cambridge, UK: Centre for Theoretical Cosmology; University of Cambridge.
89. ↑  Sadoulet, Bernard; et al. "Direct Searches for Dark Matter" (PDF). Astro2010: The Astronomy and Astrophysics Decadal Survey (white paper). Washington, D.C
90. 1 2  Diemand, Jürg; Zemp, Marcel; Moore, Ben; Stadel, Joachim; Carollo, C. Marcella (December 2005). "Cusps in cold dark matter haloes". Monthly Notices of the Royal Astronomical Society. 364 (2): 665–673. arXiv:astro-ph/0504215.
91. 1 2  Bullock, James S. (2010). "Notes on the Missing Satellites Problem". In Martinez-Delgado, David; Mediavilla, Evencio (eds.). Local Group Cosmology. pp. 95–122. arXiv:1009.4505.
92. ↑  Cahn, Robert N.; et al. (2009). "Whitepaper: For a Comprehensive Space-Based Dark Energy Mission" (PDF). Astro2010: The Astronomy and Astrophysics Decadal Survey, Science White Papers, no. 35 (white paper). Washington, D.C.
93. ↑  Peacock 1999, chpt. 3
94. ↑  Srianand, Raghunathan; Petitjean, Patrick; Ledoux, Cédric (21 December 2000). "The cosmic microwave background radiation temperature at a redshift of 2.34". Nature. 408 (6815): 931–935.
95. ↑  Di Valentino, Eleonora; Mena, Olga; Pan, Supriya; Visinelli, Luca; Yang, Weiqiang; Melchiorri, Alessandro; Mota, David F.; Riess, Adam G.; Silk, Joseph (2021). "In the realm of the Hubble tension—a review of solutions". Classical and Quantum Gravity. 38 (15): 153001. arXiv:2103.01183.
96. ↑  White, Martin (1999). "Anisotropies in the CMB" (PDF). In Arisaka, Katsushi; Bern, Zvi (eds.). DPF 99: Proceedings of the Los Angeles Meeting. Division of Particles and Fields Conference 1999 (DPF '99). Los Angeles: University of California, Los Angeles on behalf of the American Physical Society.
97. ↑  Bennett, Charles L.; Larson, Davin; Weiland, Janet L.; et al. (October 2013). "Nine-Year Wilkinson Microwave Anisotropy Probe (WMAP) Observations: Final Maps and Results". The Astrophysical Journal Supplement Series. 208 (2): Article 20. arXiv:1212.5225.
98. ↑  Gannon, Megan (21 December 2012). "New 'Baby Picture' of Universe Unveiled". Space.com. New York: Future plc.
99. ↑  Wright 2004, p. 291
100. ↑  Melchiorri, Alessandro; Ade, Peter A.R.; de Bernardis, Paolo; et al. (20 June 2000). "A Measurement of Ω from the North American Test Flight of Boomerang". The Astrophysical Journal Letters. 536 (2): L63–L66. arXiv:astro-ph/9911445.
101. ↑  de Bernardis, Paolo; Ade, Peter A.R.; Bock, James J.; et al. (27 April 2000)."A Flat Universe from High-Resolution Maps of the Cosmic Microwave Background Radiation" (PDF). Nature. 404 (6781): 955–959.
102. ↑  Miller, Andre D.; Caldwell, Robert H.; Devlin, Mark Joseph; et al. (10 October 1999). "A Measurement of the Angular Power Spectrum of the Cosmic Microwave Background from l = 100 to 400". The Astrophysical Journal Letters. 524 (1): L1–L4. arXiv:astro-ph/9906421.
103. ↑  Steigman, Gary (February 2006). "Primordial Nucleosynthesis: Successes And Challenges". International Journal of Modern Physics E. 15 (1): 1–36. arXiv:astro-ph/0511534.
104. 1 2 3  Ryden 2003
105. ↑  O'Callaghan, Jonathan (6 December 2022). "Astronomers Grapple with JWST's Discovery of Early Galaxies". Scientific American.
106. 1 2   Bertschinger, Edmund (2000). "Cosmological Perturbation Theory and Structure Formation". arXiv:astro-ph/0101009.
107. ↑  Bertschinger, Edmund (September 1998). "Simulations of Structure Formation in the Universe" (PDF). Annual Review of Astronomy and Astrophysics. 36 (1): 599–654.
108. ↑  "BICEP2 March 2014 Results and Data Products". The BICEP and Keck Array CMB Experiments. Cambridge, MA: FAS Research Computing, Harvard University. 16 December 2014 [Results originally released on 17 March 2014].
109. ↑  Clavin, Whitney (17 March 2014). "NASA Technology Views Birth of the Universe". Jet Propulsion Laboratory. Washington, D.C.: NASA.
110. ↑  Overbye, Dennis (17 March 2014). "Space Ripples Reveal Big Bang's Smoking Gun". Space & Cosmos. The New York Times. New York.
111. ↑  Overbye, Dennis (24 March 2014). "Ripples From the Big Bang". Out There. The New York Times. New York.
112. ↑  Fumagalli, Michele; O'Meara, John M.; Prochaska, J. Xavier (2 December 2011). "Detection of Pristine Gas Two Billion Years After the Big Bang". Science. 334 (6060): 1245–1249. arXiv:1111.2334.
113. ↑  Stephens, Tim (10 November 2011). "Astronomers find clouds of primordial gas from the early universe". University News & Events. Santa Cruz, CA: University of California, Santa Cruz.
114. ↑  Perley, Daniel (21 February 2005). "Determination of the Universe's Age, to". Berkeley, CA: Department of Astronomy, University of California, Berkeley.
115. ↑  Yang, R. J., & Zhang, S. N. (2010). The age problem in the ΛCDM model. Monthly Notices of the Royal Astronomical Society, 407(3), 1835-1841.
116. ↑  Yu, H., & Wang, F. Y. (2014). Reconciling the cosmic age problem in the $$ R_\mathrm {h}= ct $$ universe. The European Physical Journal C, 74(10), 3090.
117. ↑  Srianand, Raghunathan; Noterdaeme, Pasquier; Ledoux, Cédric; et al. (May 2008). "First detection of CO in a high-redshift damped Lyman-α system". Astronomy & Astrophysics. 482 (3): L39–L42.
118. ↑  Avgoustidis, Anastasios; Luzzi, Gemma; Martins, Carlos J.A.P.; et al. (14 February 2012). "Constraints on the CMB temperature-redshift dependence from SZ and distance measurements". Journal of Cosmology and Astroparticle Physics. 2012 (2): Article 013. arXiv:1112.1862.
119. ↑  Belušević 2008, p. 16
120. ↑  Ghosh, Pallab (11 February 2016). "Einstein's gravitational waves 'seen' from black holes". Science & Environment. BBC News. London: BBC.
121. ↑  Billings, Lee (12 February 2016). "The Future of Gravitational Wave Astronomy". Scientific American.
122. ↑  Earman, John; Mosterín, Jesús (March 1999). "A Critical Look at Inflationary Cosmology". Philosophy of Science. 66 (1): 1–49. doi:10.1086/392675.
123. ↑  Hawking & Israel 2010, pp. 581–638, chpt. 12: "Singularities and time-asymmetry" by Roger Penrose.
124. ↑  Penrose 1989
125. ↑  Steinhardt, Paul J. (April 2011). "The Inflation Debate: Is the theory at the heart of modern cosmology deeply flawed?" 보관됨 2019-11-01 - 웨이백 머신 (PDF). Scientific American. Vol. 304 no. 4. pp. 36–43.
126. ↑  Translated in: Sakharov, Andrei D. (10 January 1967). "Violation of CP Invariance, С Asymmetry, and Baryon Asymmetry of the Universe" 보관됨 2019-11-09 - 웨이백 머신 (PDF). JETP Letters. 5 (1): 24–27. Archived (PDF) from the original on 9 November 2019. Retrieved 13 December 2019.
Reprinted in: Kolb & Turner 1988, pp. 371–373
127. ↑  Weinberg, Nevin N.; Kamionkowski, Marc (May 2003). "Constraining dark energy from the abundance of weak gravitational lenses". Monthly Notices of the Royal Astronomical Society. 341 (1): 251–262. arXiv:astro-ph/0210134.
128. ↑  Tanabashi, M. 2018, pp. 406–413, chpt. 27: "Dark Energy" (Revised September 2017) by David H. Weinberg and Martin White.
Olive, K.A. 2014, pp. 361–368, chpt. 26: "Dark Energy" (November 2013) by Michael J. Mortonson, David H. Weinberg, and Martin White. Bibcode:2014arXiv1401.0046M.
129. ↑  Rugh, Svend E.; Zinkernagel, Henrik (December 2002). "The quantum vacuum and the cosmological constant problem". Studies in History and Philosophy of Science Part B. 33 (4): 663–705. arXiv:hep-th/0012253.
130. ↑  Keel, William C. (October 2009) [Last changes: February 2015]. "Dark Matter". Bill Keel's Lecture Notes - Galaxies and the Universe. Archived from the original on 3 May 2019.
131. ↑  Tanabashi, M. 2018, pp. 396–405, chpt. 26: "Dark Matter" (Revised September 2017) by Manuel Drees and Gilles Gerbier.
Yao, W.-M. 2006, pp. 233–237, chpt. 22: "Dark Matter" (September 2003) by Manuel Drees and Gilles Gerbier.
132. ↑  Dodelson, Scott (31 December 2011). "The Real Problem with MOND". International Journal of Modern Physics D. 20 (14): 2749–2753.
133. 1 2 3  Kolb & Turner 1988, chpt. 8
134. ↑  Penrose 2007
135. 1 2  Filippenko, Alexei V.; Pasachoff, Jay M. (March–April 2002). "A Universe from Nothing". Mercury. Vol. 31 no. 2. p. 15.
136. 1 2  Lawrence M. Krauss (Speaker); R. Elisabeth Cornwell (Producer) (21 October 2009). 'A Universe From Nothing' by Lawrence Krauss, AAI 2009 (Video). Washington, D.C.: Richard Dawkins Foundation for Reason and Science.y
137. ↑  Hawking & Israel 2010, pp. 504–517, chpt. 9: "The big bang cosmology — enigmas and nostrums" by Robert H. Dicke and Phillip J.E. Peebles.
138. ↑  "Brief Answers to Cosmic Questions". Universe Forum. Cambridge, MA: Harvard–Smithsonian Center for Astrophysics.
139. ↑  Starobinsky, Alexei (2000). "Future and Origin of Our Universe: Modern View". In Burdyuzha, V.; Khozin, G. (eds.). The Future of the Universe and the Future of Our Civilization. The Future of the Universe and the Future of our Civilization. Proceedings of a symposium held in Budapest-Debrecen, Hungary, 2-6 July 1999. Singapore: World Scientific Publishing. p. 71. Bibcode:2000fufc.conf...71S.
140. ↑  Hawking 1988, p. 69.
141. ↑  141 Carroll n.d.]
142. ↑  Beckers, Mike (16 February 2015). "Quantentrick schafft Urknall-Singularität ab" [Quantum Trick Eliminates the Big Bang Singularity]. Cosmology. Spektrum der Wissenschaft (in German). * Ahmed Farag; Das, Saurya (4 February 2015). "Cosmology from quantum potential". Physics Letters B. 741: 276–279. arXiv:1404.3093v3.
  -     - Lashin, Elsayed I. (7 March 2016). "On the correctness of cosmology from quantum potential". Modern Physics Letters A. 31 (7): 1650044. arXiv:1505.03070.

  - Das, Saurya; Rajat K., Bhaduri (21 May 2015). "Dark matter and dark energy from a Bose–Einstein condensate". Classical and Quantum Gravity. 32 (10): 105003. arXiv:[https://arxiv.org/abs/1411.0753 1411.0753.
143. ↑  Hawking, Stephen W. (1996). "The Beginning of Time". Stephen Hawking (Lecture). London: The Stephen Hawking Foundation.
144. ↑  Wall, Mike (24 June 2012). "The Big Bang Didn't Need God to Start Universe, Researchers Say". Space.com.
145. ↑  Overbye, Dennis (22 May 2001). "Before the Big Bang, There Was . . . What?"]. The New York Times.
146. ↑  He, Dongshan; Gao, Dongfeng; Cai, Qing-yu (3 April 2014). "Spontaneous creation of the universe from nothing". Physical Review D. 89 (8): 083510. arxiv:1404.1207.
147. ↑  Lincoln, Maya; Wasser, Avi (1 December 2013). "Spontaneous creation of the Universe Ex Nihilo". Physics of the Dark Universe. 2 (4): 195–199.
148. ↑  Hartle, James H.; Hawking, Stephen W. (15 December 1983). "Wave function of the Universe". Physical Review D. 28 (12): 2960–2975. Bibcode:1983PhRvD..28.2960H.
149. ↑  Hawking 1988, p. 71.
150. ↑  Langlois, David (2003). "Brane Cosmology". Progress of Theoretical Physics Supplement. 148: 181–212. arXiv:hep-th/0209261.
151. ↑  Gibbons, Shellard & Rankin 2003, pp. 801–838, chpt. 43: "Inflationary theory versus the ekpyrotic/cyclic scenario" by Andrei Linde. Bibcode:2003ftpc.book..801L.
152. ↑  Than, Ker (8 May 2006). "Recycled Universe: Theory Could Solve Cosmic Mystery". Space.com. New York: Future plc.
153. ↑  Kennedy, Barbara K. (1 July 2007). "What Happened Before the Big Bang?". News and Events. University Park, PA: Eberly College of Science, Pennsylvania State University. Archived from the original;
  - Bojowald, Martin (August 2007). "What happened before the Big Bang?". Nature Physics. 3 (8): 523–525.
154. ↑  Linde, Andrei D. (May 1986). "Eternal Chaotic Inflation". Modern Physics Letters A. 1 (2): 81–85.
155. ↑  Linde, Andrei D. (14 August 1986). "Eternally Existing Self-Reproducing Chaotic Inflationary Universe". Physics Letters B. 175 (4): 395–400. Bibcode:1986PhLB..175..395L.
156. ↑  NASA/WMAP Science Team (29 June 2015). "What is the Ultimate Fate of the Universe?". Universe 101: Big Bang Theory. Washington, D.C: NASA.
157. ↑  Adams, Fred C.; Laughlin, Gregory (April 1997). "A dying universe: the long-term fate and evolution of astrophysical objects". Reviews of Modern Physics. 69 (2): 337–372. arXiv:astro-ph/9701131.
158. ↑  Caldwell, Robert R.; Kamionkowski, Marc; Weinberg, Nevin N. (15 August 2003). "Phantom Energy: Dark Energy with w<−1 Causes a Cosmic Doomsday". Physical Review Letters. 91 (7): 071301. arXiv:astro-ph/0302506.
159. ↑  Harris 2002, p. 128
160. ↑  Frame 2009, pp. 137–141.
161. ↑  Harrison 2010, p. 9
162. ↑  Frame 2009, pp. 137–141
163. ↑  Hawking 1988, 서론: "... 공간의 가장자리가 없고 시간의 시작이나 끝이 없으며 창조주가 할 일이 없는 우주." — 칼 세이건.

### 참고 문헌
- Belušević, Radoje (2008). Relativity, Astrophysics and Cosmology. 1. Weinheim: Wiley-VCH.
- Block, David L.; Puerari, Ivânio; Stockton, Alan; et al., eds. (2000). Toward a New Millennium in Galaxy Morphology: Proceedings of an International Conference 'Toward a New Millennium in Galaxy Morphology: from z=0 to the Lyman Break, held at the Eskom Conference Centre, Midrand, South Africa, September 13–18, 1999. Dordrecht: Kluwer Academic Publishers. doi:10.1007/978-94-011-4114-7 "Reprinted from Astrophysics and Space Science Volumes 269–270, Nos. 1–4, 1999".
- Block, David L. (2012). "Georges Lemaître and Stigler's Law of Eponymy". In Holder, Rodney D.; Mitton, Simon (eds.). Georges Lemaître: Life, Science and Legacy. Astrophysics and Space Science Library. 395. Heidelberg; New York: Springer. pp. 89–96. arXiv:1106.3928v2.
- Carroll, Sean M. (n.d.). "Why Is There Something, Rather Than Nothing?". In Knox, Eleanor; Wilson, Alastair (eds.). Routledge Companion to the Philosophy of Physics. London: Routledge. arXiv:1802.02231v2.
- Chow, Tai L. (2008). Gravity, Black Holes, and the Very Early Universe: An Introduction to General Relativity and Cosmology. New York: Springer.
- Christianson, Gale E. (1995). Edwin Hubble: Mariner of the Nebulae. New York: Farrar, Straus and Giroux.
- Croswell, Ken (1995). Alchemy of the Heavens: Searching for Meaning in the Milky Way. Illustrations by Philippe Van (1st Anchor Books ed.). New York: Anchor Books.
- d'Inverno, Ray (1992). Introducing Einstein's Relativity. Oxford, UK; New York: Clarendon Press; Oxford University Press.
- Drees, William B. (1990). Beyond the Big Bang: Quantum Cosmologies and God. La Salle, IL: Open Court Publishing Company.
- Farrell, John (2005). The Day Without Yesterday: Lemaître, Einstein, and the Birth of Modern Cosmology. New York: Thunder's Mouth Press.
- Frame, Tom (2009). Losing My Religion: Unbelief in Australia. Sydney: UNSW Press.
- Gibbons, Gary W.; Shellard, E.P.S.; Rankin, Stuart John, eds. (2003). The Future of Theoretical Physics and Cosmology: Celebrating Stephen Hawking's 60th Birthday. Cambridge, UK; New York: Cambridge University Press.
- Guth, Alan H. (1998) [Originally published 1997]. The Inflationary Universe: Quest for a New Theory of Cosmic Origins. Foreword by Alan Lightman. London: Vintage Books.
- Harris, James F. (2002). Analytic Philosophy of Religion. Handbook of Contemporary Philosophy of Religion. 3. Dordrecht: Kluwer Academic Publishers.
- Harrison, Peter, ed. (2010). The Cambridge Companion to Science and Religion. Cambridge Companions to Religion. Cambridge, UK; New York: Cambridge University Press.
- Hawking, Stephen W.; Ellis, George F. R. (1973). The Large-Scale Structure of Space-Time. Cambridge, UK: Cambridge University Press.
- Hawking, Stephen W. (1988). A Brief History of Time: From the Big Bang to Black Holes. Introduction by Carl Sagan; illustrations by Ron Miller. New York: Bantam Dell Publishing Group; 김동광 옮김 (1998) 《그림으로 보는 시간의 역사》 까치
- Hawking, Stephen W.; Israel, Werner, eds. (2010) [Originally published 1979]. General Relativity: An Einstein Centenary Survey. Cambridge, UK: Cambridge University Press.
- Kolb, Edward; Turner, Michael, eds. (1988). The Early Universe. Frontiers in Physics. 70. Redwood City, CA: Addison-Wesley.
- Kragh, Helge (1996). Cosmology and Controversy: The Historical Development of Two Theories of the Universe. Princeton, NJ: Princeton University Press.
- Krauss, Lawrence M. (2012). A Universe From Nothing: Why there is Something Rather than Nothing. Afterword by Richard Dawkins (1st Free Press hardcover ed.). New York: Free Press; 박병철 옮김 (2013) 《무로부터의 우주: 우주는 왜 텅 비어 있지 않고 무언가가 존재하게 되었는가》 승산
- Livio, Mario (2000). The Accelerating Universe: Infinite Expansion, the Cosmological Constant, and the Beauty of the Cosmos (Audio book performance by Tom Parks, Brilliance Audio). Foreword by Allan Sandage. New York: John Wiley & Sons.
- Manly, Steven L. (2011). Brandon, Jodi (ed.). Visions of the Multiverse. Pompton Plains, NJ: New Page Books.
- Martínez-Delgado, David, ed. (2013). Local Group Cosmology. Cambridge, UK: Cambridge University Press. "Lectures presented at the XX Canary Islands Winter School of Astrophysics, held in Tenerife, Spain, November 17–18, 2008."
- Milne, Edward Arthur (1935). Relativity, Gravitation and World-Structure. The International Series of Monographs on Physics. Oxford, UK; London: Clarendon Press; Oxford University Press.
- Mitton, Simon (2011). Fred Hoyle: A Life in Science. Cambridge, UK; New York: Cambridge University Press.
- Olive, K.A.; et al. (Particle Data Group) (2014). "Review of Particle Physics" (PDF). Chinese Physics C. 38 (9): 1–708. arXiv:1412.1408.
- Partridge, R. Bruce (1995). 3K: The Cosmic Microwave Background Radiation. Cambridge Astrophysics Series. 25 (Illustrated ed.). Cambridge, UK: Cambridge University Press.
- Peacock, John A. (1999). Cosmological Physics. Cambridge Astrophysics Series. Cambridge, UK; New York: Cambridge University Press.
- Penrose, Roger (1989). "Difficulties with Inflationary Cosmology". In Fenyves, Ervin J. (ed.). Fourteenth Texas Symposium on Relativistic Astrophysics. Annals of the New York Academy of Sciences. 571. New York: New York Academy of Sciences. pp. 249–264. Bibcode:1989NYASA.571..249P. "Symposium held in Dallas, Tex., Dec. 11-16, 1988."
- Penrose, Roger (2007) [Originally published: London: Jonathan Cape, 2004]. The Road to Reality (1st Vintage Books ed.). New York: Vintage Books; 박병철 옮김 (2010) 《실체에 이르는 길 I》 《실체에 이르는 길 II》 승산
- Roos, Matts (2012) [Chapter originally published 2008]. "Expansion of the Universe – Standard Big Bang Model". In Engvold, Oddbjørn; Stabell, Rolf; Czerny, Bozena; Lattanzio, John (eds.). Astronomy and Astrophysics. Encyclopedia of Life Support Systems. II. Ramsey, Isle of Man: UNESCO in partnership with Eolss Publishers Co. Ltd. arXiv:0802.2005.
- Ryden, Barbara Sue (2003). Introduction to Cosmology. San Francisco: Addison-Wesley.
- Silk, Joseph (2009). Horizons of Cosmology: Exploring Worlds Seen and Unseen. Templeton Science and Religion Series. Conshohocken, PA: Templeton Press.
- Singh, Simon (2004). Big Bang: The Origin of the Universe (1st U.S. ed.). New York: Fourth Estate.
- Tanabashi, M.; et al. (Particle Data Group) (2018). "Review of Particle Physics". Physical Review D. 98 (3): 1–708.
- Tolman, Richard C. (1934). Relativity, Thermodynamics and Cosmology. The International Series of Monographs on Physics. Oxford, UK; London: Clarendon Press; Oxford University Press.
- Woolfson, Michael (2013). Time, Space, Stars & Man: The Story of Big Bang (2nd ed.). London: Imperial College Press.
- Wright, Edward L. (2004). "Theoretical Overview of Cosmic Microwave Background Anisotropy". In Freedman, Wendy L. (ed.). Measuring and Modeling the Universe. Carnegie Observatories Astrophysics Series. 2. Cambridge, UK: Cambridge University Press. p. 291. arXiv:astro-ph/0305591.
- Yao, W.-M.; et al. (Particle Data Group) (2006). "Review of Particle Physics" (PDF). Journal of Physics G: Nuclear and Particle Physics. 33 (1): 1–1232.

## 추가 자료
- 물리 우주론#교과서
- Alpher, Ralph A.; Herman, Robert (August 1988). "Reflections on Early Work on 'Big Bang' Cosmology". Physics Today. 41 (8): 24–34.
- Barrow, John D. (1994). The Origin of the Universe. Science Masters. London: Weidenfeld & Nicolson.
- Davies, Paul (1992). The Mind of God: The Scientific Basis for a Rational World. New York: Simon & Schuster.
- Lineweaver, Charles H.; Davis, Tamara M. (March 2005). "Misconceptions about the Big Bang" (PDF). Scientific American. Vol. 292 no. 3. pp. 36–45.
- Mather, John C.; Boslough, John (1996). The Very First Light: The True Inside Story of the Scientific Journey Back to the Dawn of the Universe (1st ed.). New York: Basic Books.
- Riordan, Michael; Zajc, William A. (May 2006). "The First Few Microseconds" (PDF). Scientific American. Vol. 294 no. 5. pp. 34–41.
- Singh, Simon (2005) [First U.S. edition published 2004]. Big Bang: The Origin of the Universe (Harper Perennial; illustrated ed.). New York, NY: Harper Perennial.
- Weinberg, Steven (1993) [Originally published 1977]. The First Three Minutes: A Modern View of the Origin of the Universe (Updated ed.). New York: Basic Books; 신상진 옮김 (2005) 《최초의 3분: 우주의 기원에 관한 현대적 견해》 양문.

### 추가 랑크
- “빅뱅의 결정적인 증거”. 《네이버캐스트》.
- 현대 우주론 Modern Cosmology: The Study of the Universe (2017-) 보관됨 2022-09-26 - 웨이백 머신 by Kwanseok Kim